# Linha 3 do Metropolitano de São Paulo
A Linha 3–Vermelha do Metrô de São Paulo, originalmente chamada de Linha Leste - Oeste, compreende o trecho da rede entre as estações Palmeiras–Barra Funda e Corinthians–Itaquera.

## História

### Primórdios
Em 1966, a Prefeitura de São Paulo fundou o Grupo Executivo do Metropolitano (GEM), com o objetivo de gerenciar os estudos para a implantação do metropolitano na cidade. O GEM contratou um consórcio formado pelas empresas alemãs Hochtief e DeConsult e pela brasileira Montreal (batizado como consórcio HMD) para realizar os estudos. Em 1968, pouco tempo após a fundação da Companhia do Metropolitano de São Paulo (Metrô), os estudos foram apresentados ao público e possuíam quatro linhas:
- Azul ou Norte–Sul (Jabaquara–Santana e Ramal Moema)
- Vermelha ou Leste–Oeste (Casa Verde–Vila Maria)
- Verde ou Ramal Paulista (Vila Madalena–Paraíso)
- Amarela ou Sudoeste–Sudeste (Pinheiros–Via Anchieta, com ramal para Vila Bertioga).

A primeira linha a entrar em obras foi a Norte–Sul, em dezembro de 1968.

### Projeto

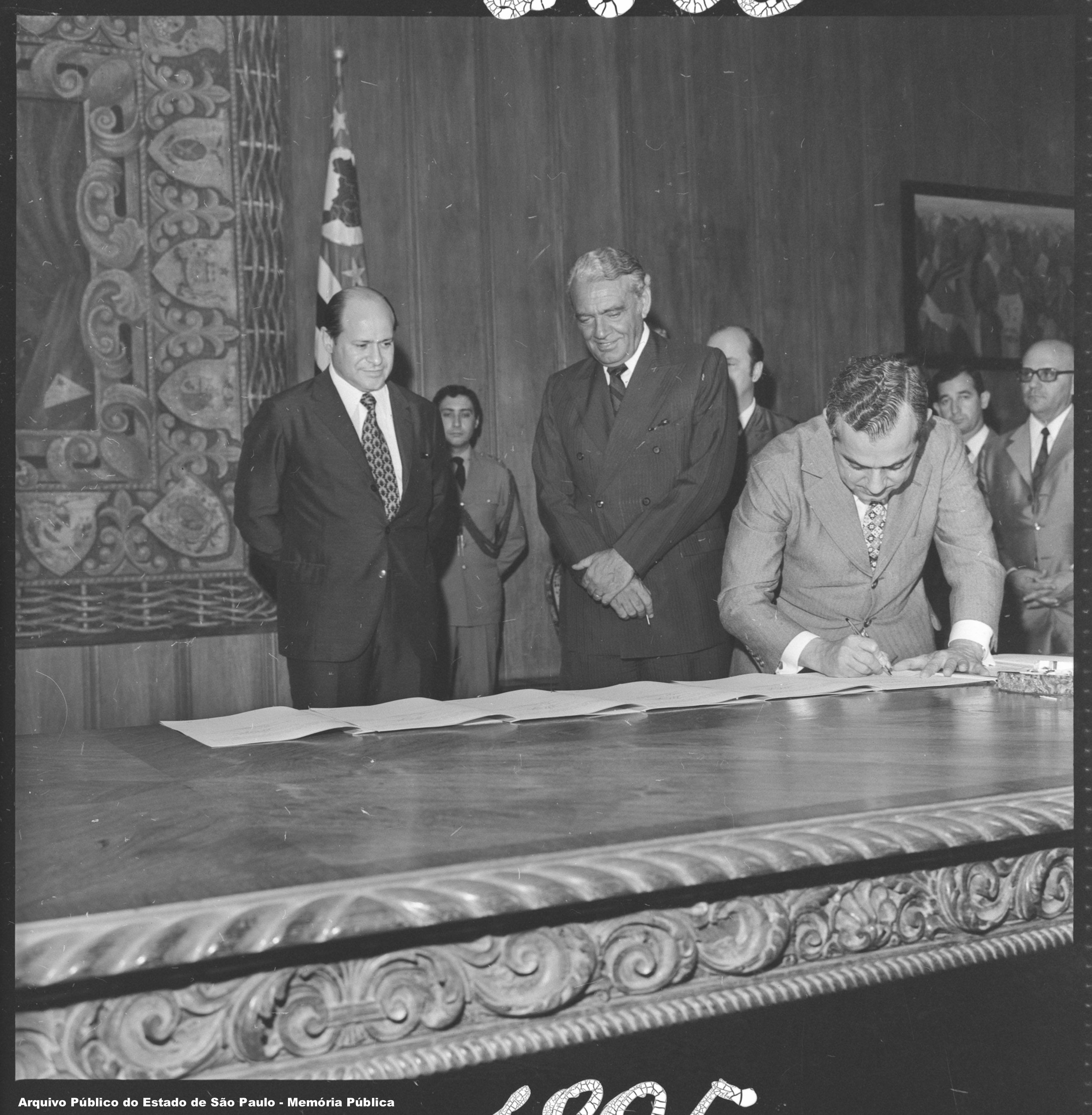
O prefeito Figueiredo Ferraz (esquerda) e o ministro Mário Andreazza (centro) observam o governador Laudo Natel assinar o convênio de cessão de áreas da RFFSA para a Cia. do Metropolitano, em 1972.
Arquivo Público do Estado de São Paulo

Enquanto isso, os técnicos do Metrô debruçavam-se sobre o projeto da Linha Leste–Oeste. Com os custos da Linha Norte–Sul disparando e problemas econômicos minando os recursos disponíveis, o projeto da Linha Leste–Oeste foi radicalmente modificado, visando a uma implantação mais econômica, por meio do "metrô em superfície". A primeira proposta do Metrô foi a de incorporar grande parte da linha-tronco da Rede Ferroviária Federal (RFFSA) e transformá-la em metrô. Em 1972, a RFFSA opôs-se a essa proposta, fazendo o projeto voltar para a estaca zero. A solução encontrada pelos técnicos do Metrô foi a de implantar a Linha Leste–Oeste paralelamente à linha-tronco, usando a grande faixa patrimonial da RFFSA ali existente.
Em 19 de dezembro de 1972, o ministro dos Transportes, Mário Andreazza, o governador de São Paulo, Laudo Natel, e o prefeito de São Paulo, José Carlos de Figueiredo Ferraz, assinaram um convênio entre a RFFSA e o Metrô, transferindo áreas da faixa patrimonial da RFFSA para o Metrô, entre Brás e Guaianases, visando à implantação da Linha Leste–Oeste do Metrô, paralela à linha-tronco da ferrovia.
Para elaborar o projeto da linha, foi formado um grupo multidisciplinar, formado por Departamento de Operação do Sistema Viário (DSV), Metrô, Companhia Metropolitana de Habitação de São Paulo (Cohab) e Empresa Municipal de Urbanização de São Paulo (Emurb), todos ligados à Prefeitura de São Paulo; Fepasa e Pesquisa e Planejamento de Transportes do Estado de São Paulo S.A. (Transesp), ligadas ao Governo do Estado de São Paulo; e Rede Ferroviária Federal S/A, ligada à União. Esse grupo trabalhou entre 1973 e 1976, quando foi concluído o projeto. Com 28,8 quilômetros de extensão, previa a ligação entre Lapa e Itaquera, com as estações: Lapa, Pompeia, Barra Funda, Marechal Deodoro, Santa Cecília, República, Anhangabaú, Sé, Pedro II, Brás, Bresser, Belém, Tatuapé, Carrão, Penha, Vila Matilde, Rincão, Patriarca, Artur Alvim e Corinthians Paulista (Itaquera).
Apesar do trecho leste da linha (Pedro II - Corinthians Paulista) ter sido projetado todo em superfície, a RFFSA exigiu que a obra não interferisse na operação do Pátio Engenheiro São Paulo da empresa. Para evitar desapropriações no pátio de cargas, a Companhia do Metropolitano projetou um túnel de 2030 metros sob as oficinas da RFFSA.
| “ | ...Acertamos as exigências da Rede, que queria que preservasse o pátio Engenheiro São Paulo. O metrô ia passar subterrâneo no pátio para que ele, que era de manobra de trens, fosse preservado para a rede. Hoje não tem mais nada disso, é bobagem. Hoje só passa lá e... por que que passa subterrâneo nesse trecho? ... | ” |
| — Plinio Assmann, ex-presidente da Companhia do Metropolitano de São Paulo em entrevista ao Museu da Pessoa em 2018 | |   |

### Obras e inauguração

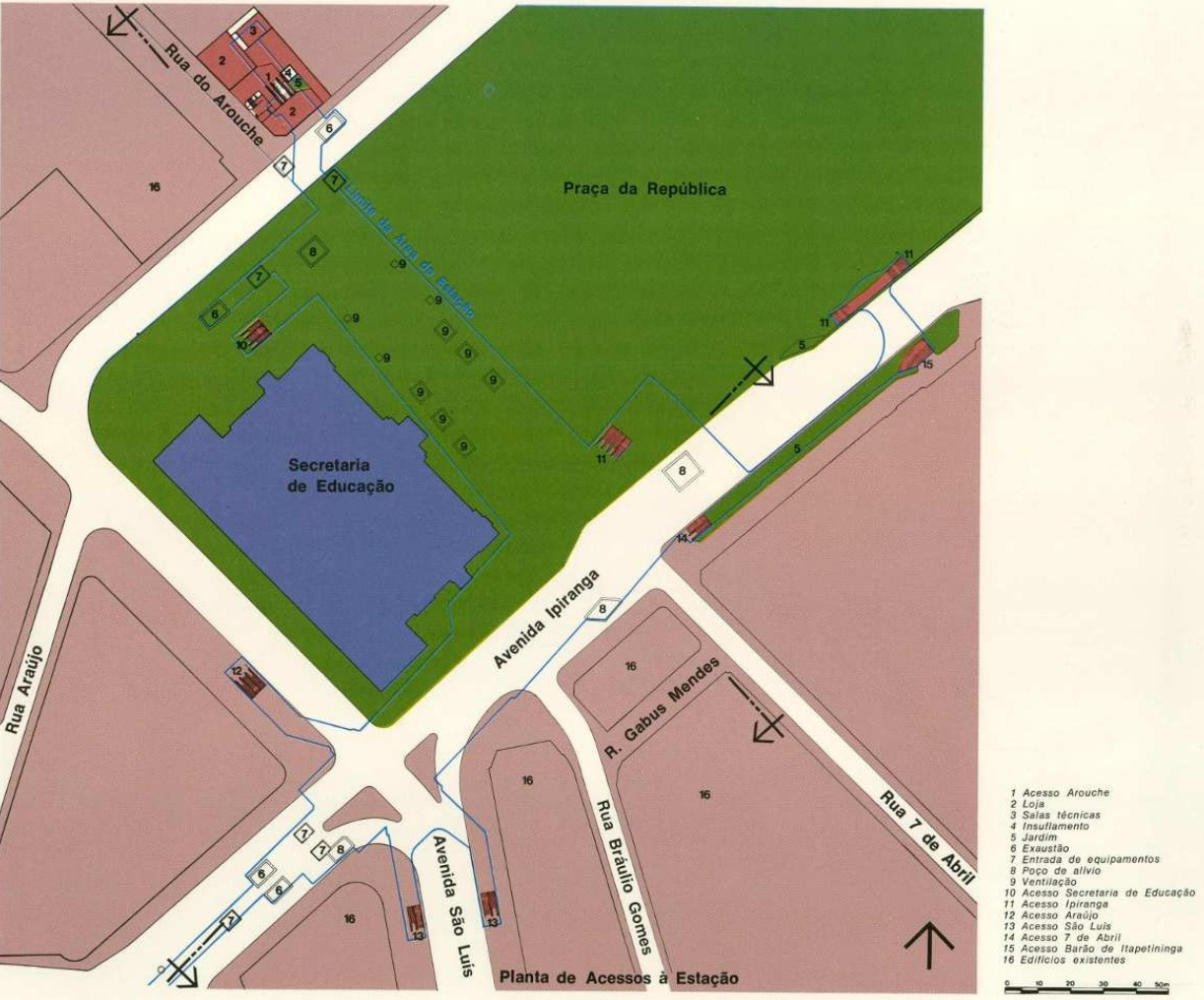
Projeto da estação República, construída em forma de "L" para evitar a demolição do Colégio Caetano de Campos

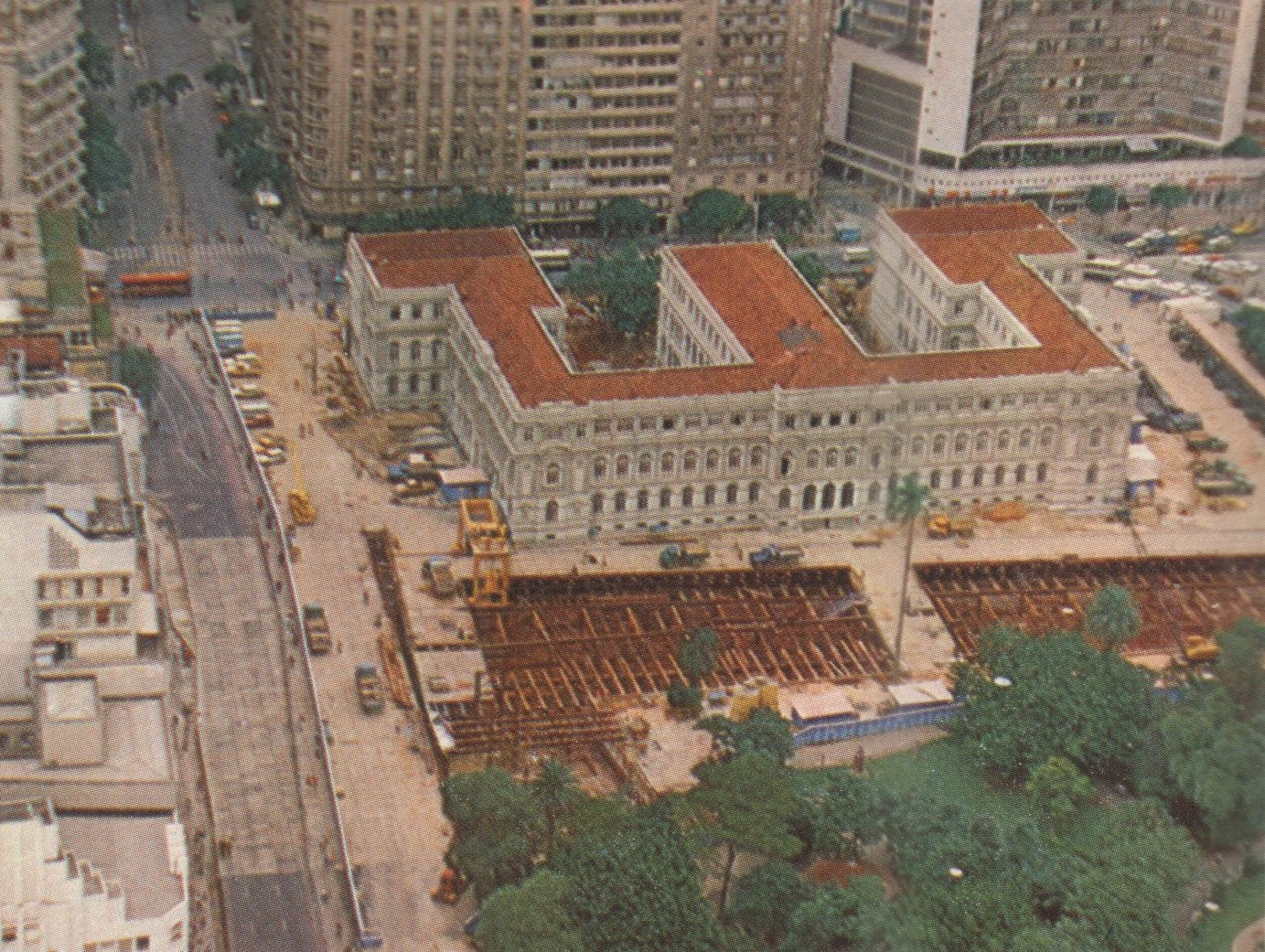
Obras da estação República, 1979

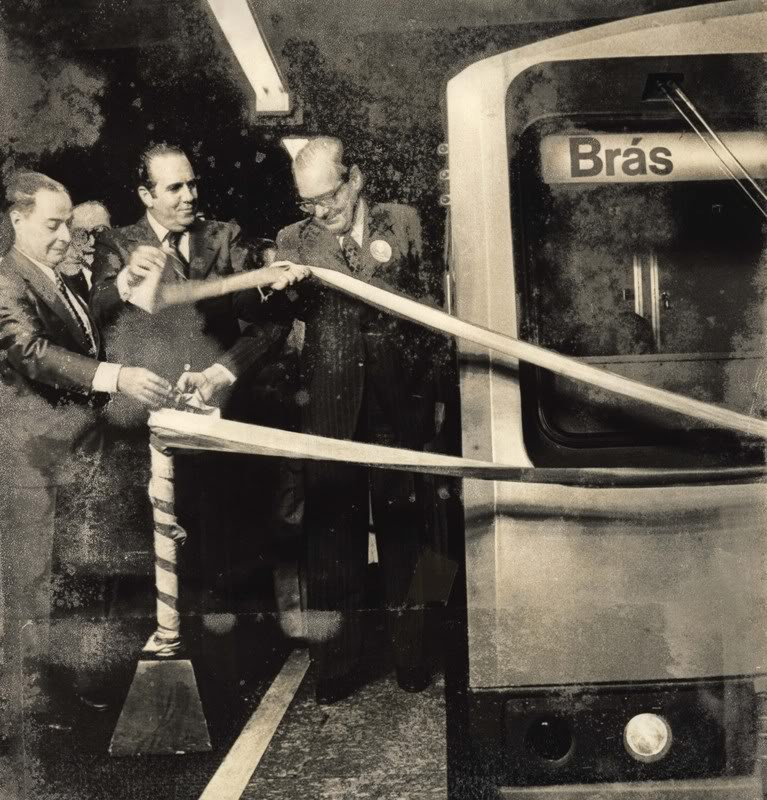
O prefeito Olavo Setúbal (à direita) e o governador Paulo Egydio Martins cortam a fita de inauguração do trecho Sé–Brás da Leste–Oeste, 1979

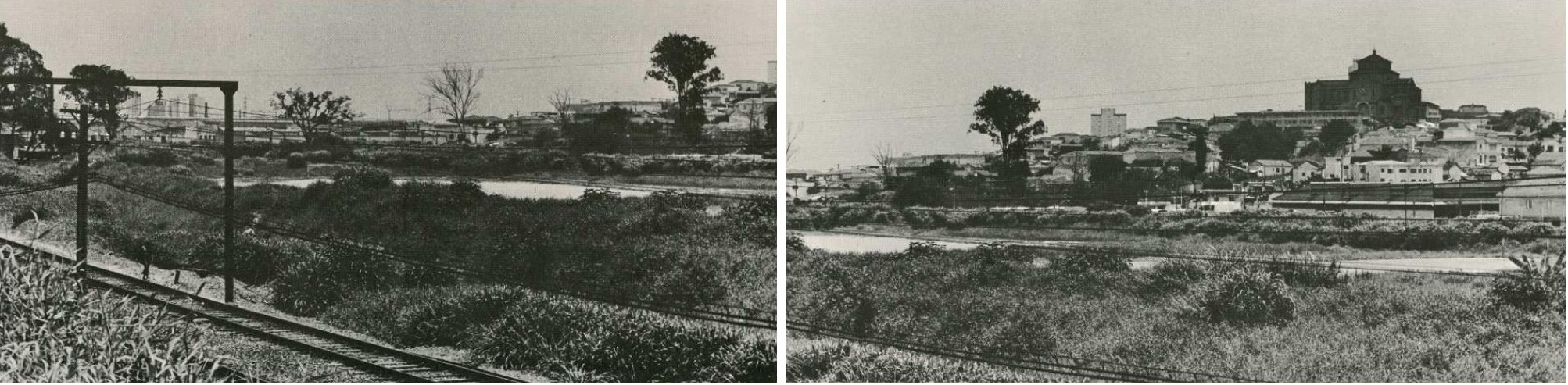
Vista da área desapropriada da estação Penha, 1978. Apesar de terem sido desapropriadas em 1977, as obras da estação foram iniciadas apenas em 1982.

As obras foram iniciadas às 11h05 de 1 de março de 1975, em cerimônia presidida pelo presidente Ernesto Geisel. Com 22 estações, o projeto original visava a ligar Lapa e Itaquera a um custo previsto de 950 milhões de dólares.
Por causa da falta de recursos, em um primeiro momento, foram iniciadas as obras de construção apenas no trecho Santa Cecília-Tatuapé e na estação e pátio Corinthians-Itaquera:
| Estação              | Construtora       | Início da obra         | Término                |
| -------------------- | ----------------- | ---------------------- | ---------------------- |
| Santa Cecília        | ECISA             | 15 de maio de 1978     | 10 de dezembro de 1983 |
| República            | Camargo Corrêa    | 27 de setembro de 1977 | 24 de abril de 1982    |
| Anhangabaú           | Camargo Corrêa    | 2 de janeiro de 1980   | 26 de novembro de 1983 |
| Sé                   | Camargo Corrêa    | 1 de março de 1975     | 10 de março de 1979    |
| Pedro II             | Cetenco S/A       | 1 de março de 1975     | 23 de agosto de 1980   |
| Brás                 | Cetenco S/A       | 1 de março de 1975     | 10 de março de 1979    |
| Bresser              | Andrade Gutierrez | 23 de março de 1978    | 23 de agosto de 1980   |
| Belém                | Beter S/A         | 23 de março de 1978    | 15 de setembro de 1981 |
| Tatuapé              | Beter S/A         | 29 de abril de 1978    | 5 de novembro de 1981  |
| Corinthians-Itaquera | Constran S/A      | 24 de janeiro de 1976  | 1 de outubro de 1988   |
| Pátio Itaquera       | Constran S/A      | 24 de janeiro de 1976  | 7 de março de 1987     |

Enquanto grandes desapropriações foram efetuadas em alguns pontos, sobretudo na Zona Leste, na região central da cidade a Companhia do Metropolitano enfrentou grande resistência para efetuar desapropriações e implantar os projetos da Linha Leste-Oeste. Na região da futura Estação Sé, foi necessário demolir o Palacete Santa Helena e o Edifício Mendes Caldeira. Enquanto o Santa Helena foi demolido em vários meses por meios convencionais, o Mendes Caldeira precisou do emprego da ainda inédita (no Brasil) técnica de implosão. Em oito segundos, o edifício foi demolido.
Já na região da futura Estação República, ocorreu um grande movimento contra a implantação do projeto original, que previa a demolição do Colégio Caetano de Campos. A indefinição sobre o projeto atrasou o lançamento das obras em 29 meses. Após um debate que envolveu o Instituto de Arquitetos do Brasil, a associação de ex-alunos do colégio, engenheiros da Companhia do Metropolitano e o prefeito Olavo Setúbal, o projeto da Estação República foi alterado, preservando-se o colégio e a Praça da República e incluindo as plataformas da futura Linha Sudoeste—Sudeste. A alteração do projeto da estação fez com que o projeto do trecho República—Sé fosse inteiramente revisado. Com isso, surgiu em 1979 o projeto da Estação Anhangabaú. Para driblar os trâmites burocráticos, as autoridades resolveram aditar o contrato da construtora Camargo Corrêa (responsável pelas obras das estações República e Sé) para incluir a Estação Anhangabaú. A manobra jurídica foi pouco contestada pelos concorrentes, e as obras de Anhangabaú foram iniciadas em 2 de janeiro de 1980.
Apesar de a Zona Leste ter áreas desapropriadas e obras ocorrendo desde 1976, a Linha Leste—Oeste foi paralisada na região compreendida entre o Tatuapé e Itaquera até meados de 1982. Em virtude de atrasos nas obras da Estação República, estouros de orçamento e crise econômica, dezenas de áreas desapropriadas permaneceram com imóveis vazios ou demolidos, causando degradação urbana na região. Para impedir a paralisação total das obras, a Prefeitura transferiu o controle acionário do Metrô para o Governo do Estado em 1979. A partir desse momento, o Governo do Estado passou a investir maciçamente na implantação do metrô.
Em 10 de março de 1979, foi inaugurado o primeiro trecho, entre as estações Sé e Brás. Após lançar tantas frentes de obras, a Prefeitura de São Paulo exauriu seus recursos no final daquela década. Isso fez com que o projeto do trecho Barra Funda-Lapa fosse cancelado e outras obras fossem adiadas sucessivamente até 1982.

### Década de 1980

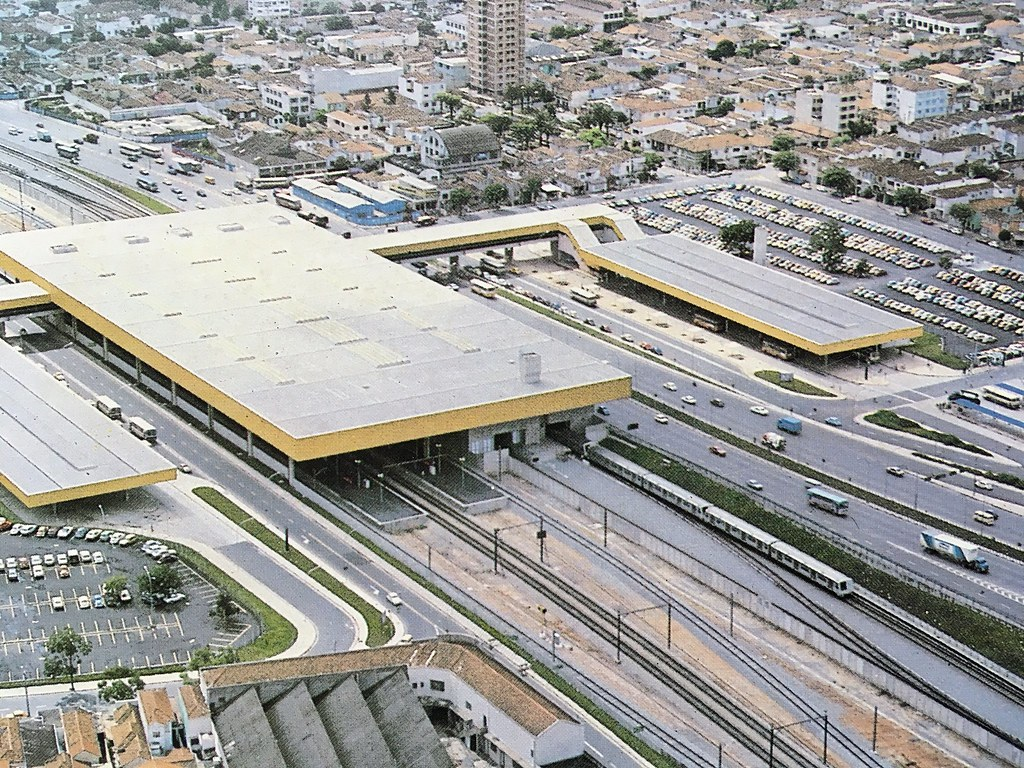
Estação Tatuapé, 1982

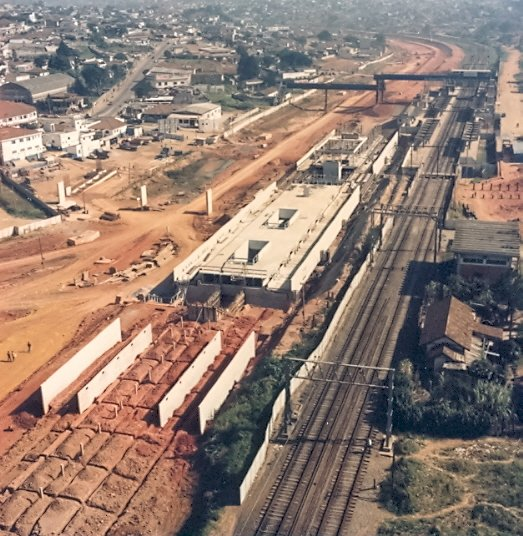
Obras da estação Patriarca, entre 1985/86

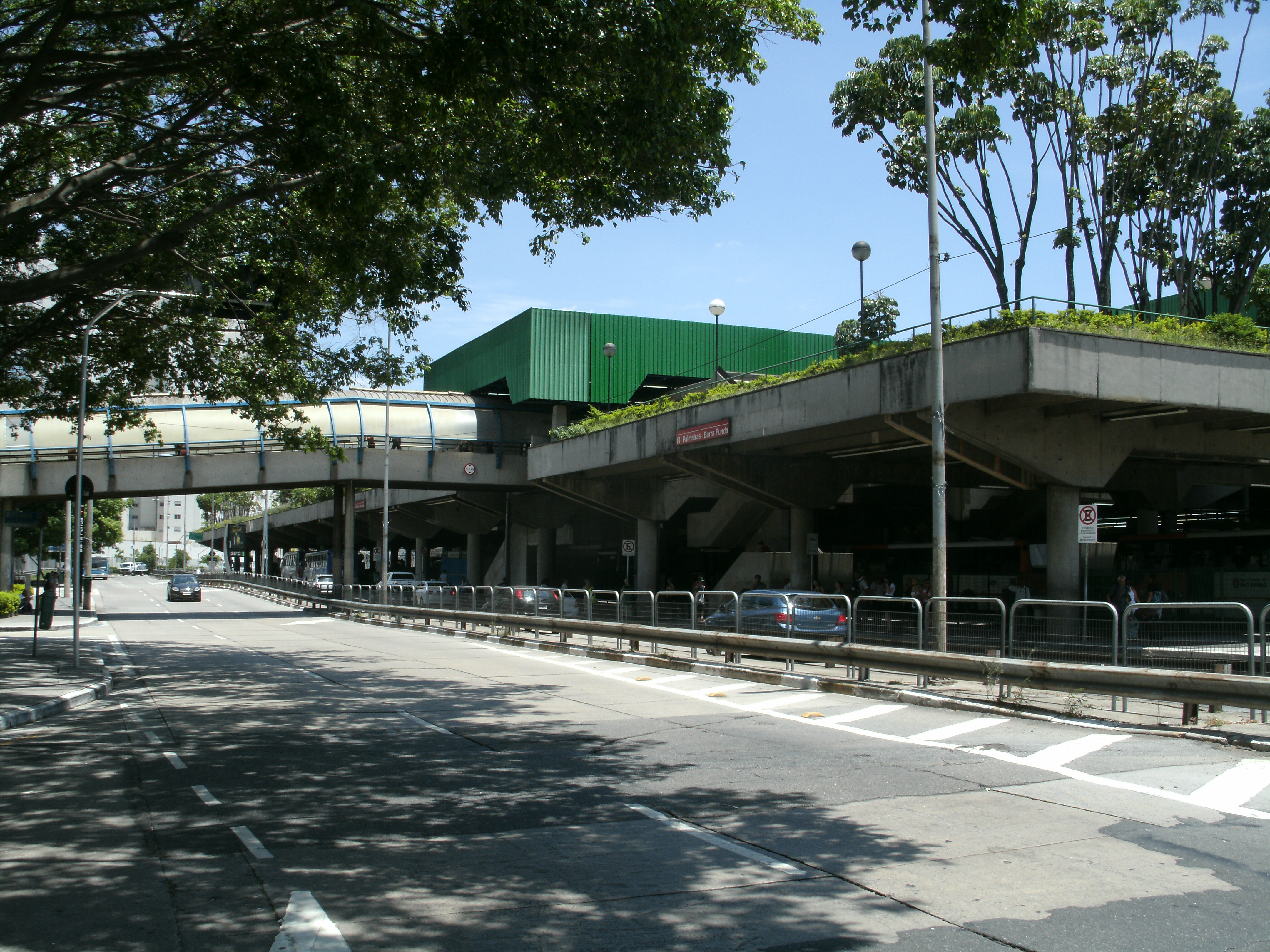
Estação Palmeiras-Barra Funda, última construída na Linha 3

Na década de 1980, foi lançada a segunda etapa de obras, contemplando as estações:
| Estação               | Construtora                                                                 | Início da obra                   | Término                |
| --------------------- | --------------------------------------------------------------------------- | -------------------------------- | ---------------------- |
| Barra Funda           | Mendes Junior                                                               | junho de 1985                    | 17 de dezembro de 1988 |
| Marechal Deodoro      | CBPO                                                                        | outubro de 1984                  | 17 de dezembro de 1988 |
| Carrão                | Andrade Gutierrez Constecca Construçoes S/A e Civilla Engenharia (retomada) | c.1982/ junho de 1985 (retomada) | 31 de maio de 1986     |
| Penha                 | Andrade Gutierrez Constecca Construçoes S/A e Civilla Engenharia (retomada) | c.1982/ junho de 1985 (retomada) | 31 de maio de 1986     |
| Vila Matilde          | Camargo Corrêa                                                              | 1 de setembro de 1984            | 27 de agosto de 1988   |
| Guilhermina-Esperança | Camargo Corrêa                                                              | 1 de setembro de 1984            | 27 de agosto de 1988   |
| Patriarca             | Camargo Corrêa                                                              | 1 de setembro de 1984            | 17 de setembro de 1988 |
| Artur Alvim           | Constran                                                                    | 1 de setembro de 1984            | 17 de setembro de 1988 |

Mesmo com a inauguração do trecho Bresser–Tatuapé em novembro de 1981, as obras entre Tatuapé e Artur Alvim ficaram paralisadas por falta de recursos. As obras do trecho leste ocorreram de forma lenta no início da década de 1980 e se resumiam ao pátio de Itaquera. A licitação para a realização de obras entre Tatuapé e Penha, realizada em 1982 na gestão Maluf/Marin, foi anulada pela gestão Montoro, sob acusações de superfaturamento. Ao mesmo tempo, o fim dos recursos federais paralisou quase todas as obras do Metrô (exceto as estações Santa Cecília e Anhangabaú, que foram contempladas com recursos federais em meados de 1982) e ameaçou a própria existência da Companhia do Metropolitano, cada vez mais endividada.
Após a obtenção de recursos, as obras do trecho Tatuapé–Artur Alvim foram retomadas em setembro de 1984, enquanto o trecho Santa Cecília–Barra Funda sairia do papel apenas no ano seguinte. Apesar de a gestão Montoro ter prometido entregar a linha completa no final de 1986, atrasos fizeram com que apenas o trecho Tatuapé–Penha (licitado duas vezes) fosse entregue nesse prazo. A entrega da primeira etapa do pátio de Itaquera e a primeira viagem entre Barra Funda e Itaquera foram realizadas nos últimos dias da gestão Montoro, gerando críticas da imprensa e do Sindicato dos Metroviários, pelo fato de a "inauguração" ter sido realizada às pressas (com Montoro passando por várias estações ainda em obras). A promessa era de que as obras fossem concluídas em outubro de 1987.
A crise econômica gerada pelo Plano Cruzado causou novos atrasos nas obras. Após a eleição de Quércia, um novo cronograma foi apresentando, prometendo a conclusão das obras até o fim de 1988. Entre agosto e dezembro de 1988, foram abertas as estações do trecho Penha–Corinthians Itaquera e Santa Cecília–Barra Funda, sendo assim concluído o projeto da Linha Leste–Oeste. Ao chegar a Itaquera, a linha passou a transportar um milhão de passageiros por dia, aproximando-se do limite original de projeto. Ao fim das obras, a implantação da Linha Leste-Oeste custou cerca de 3,5 bilhões de dólares (valores calculados em 2005).
Milhares de pessoas foram mobilizadas na construção da Linha Leste–Oeste (cerca de quatro mil em 1979), na maioria migrantes semialfabetizados de áreas rurais do Nordeste. As condições de trabalho nas obras eram precárias, faltando equipamentos de proteção individual, e operários eram mantidos em alojamentos mal ventilados e superlotados. As más condições foram parcialmente retratadas no filme O Homem Que Virou Suco (1981), de João Batista de Andrade. Em um trecho do filme, o personagem Deraldo (interpretado pelo ator José Dumont) é contratado para trabalhar nas obras da Linha Leste-Oeste e é apresentado às obras por meio de um curso de três dias oferecido pela Cia. do Metropolitano e pelas empreiteiras para treinar a mão de obra. O filme (reproduzido por João Batista de Andrade após o Metrô se negar a ceder a fita original) apresenta a obra do metrô e ridiculariza a cultura nordestina (empregando o cangaceiro Lampião como personagem), para forçar os migrantes a abandoná-la em nome de uma adaptação às regras de convivência e segurança nos canteiros de obras. Deraldo reclama do filme, das instalações dos alojamentos (onde um corredor de acesso aos refeitórios, feito de grade de ripas de madeira, lhe parece um curral para animais, desumanizando os trabalhadores) e acaba demitido após protestar por ter recebido uma refeição estragada no refeitório de uma das empreiteiras. Ao sair do canteiro, depara com uma placa publicitária da obra exposta no centro de São Paulo, que destaca a "humanização da cidade" proporcionada pela implantação da obra do Metrô.

### Atualmente

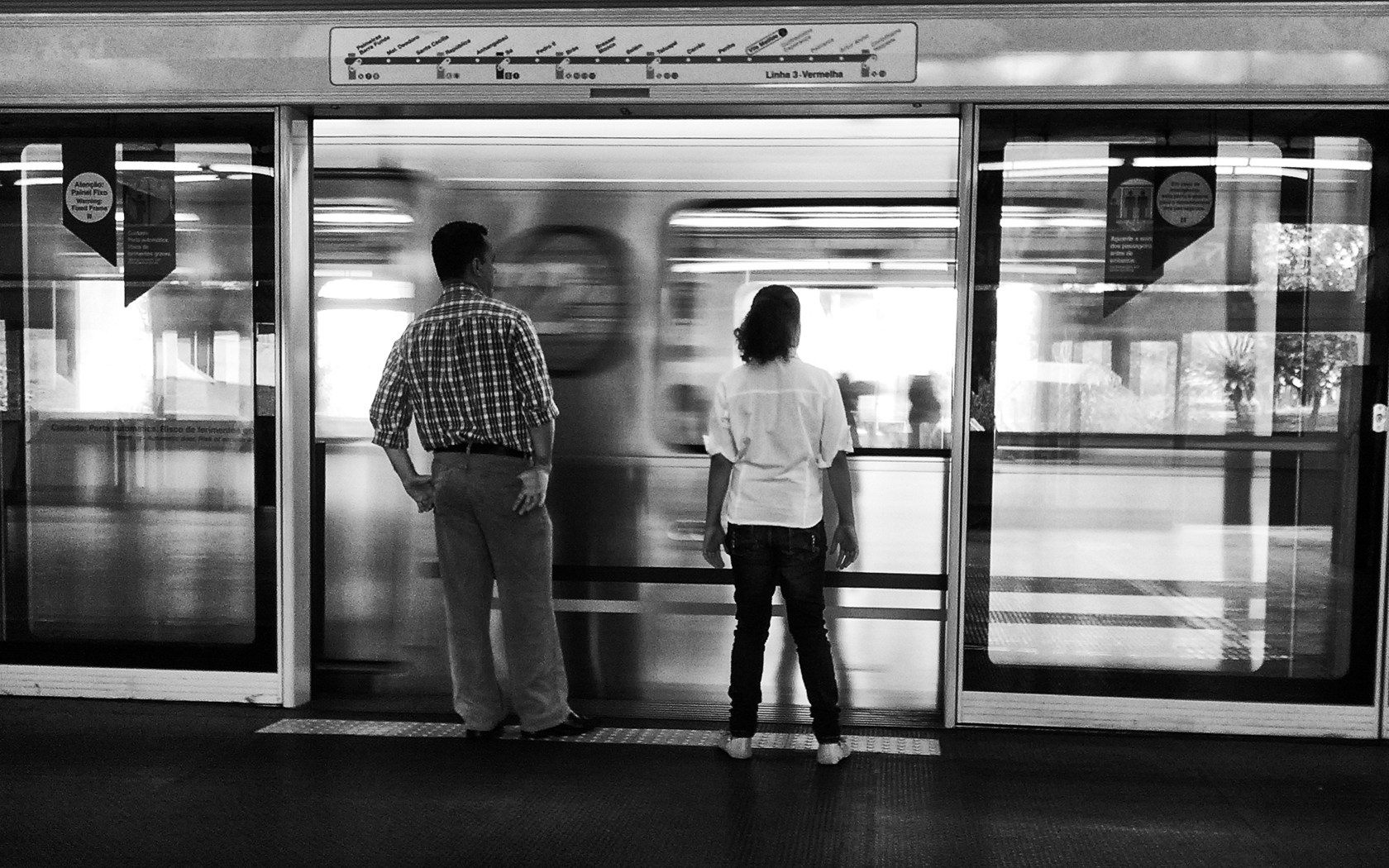
Portas de plataforma na Estação Vila Matilde

A configuração atual da linha é a mesma desde 1988. O recorde atual de demanda foi obtido em 7 de novembro de 2008, com o transporte de 1 468 935 pessoas. Nos dias 2 e 3 de maio de 2009, houve a paralisação do trecho entre as estações Anhangabaú e Santa Cecília, para que a passagem do shield utilizado nas obras da Linha 4 não oferecesse riscos à operação da Linha 3–Vermelha.
Em 2010, começaram as obras para instalação de portas de vidro de plataforma na Linha 3, começando pelas estações Vila Matilde, Carrão e Penha, que deveriam ter tais obras prontas até o fim de 2010 — as demais estações da linha deveriam ter as portas instaladas ao longo de 2011. A primeira estação da linha a ter as portas instaladas foi Vila Matilde, cuja instalação teve início em fevereiro de 2010, com uma das plataformas já contando com o equipamento em maio, porém até junho de 2013 elas ainda não estavam funcionando, sendo que as outras estações sequer receberam as portas de vidro.
No dia 16 de maio de 2012, houve uma colisão de trens entre as estações Penha e Carrão, sentido Centro, causando um grande congestionamento e ferindo dezenas de passageiros transportados nos trens. Foi a primeira colisão da história do Metrô de São Paulo. Tudo indica que foi uma falha no sistema de automatização que devia parar a composição caso esteja a pelo menos 150 metros próxima à qual esteja na frente, porém a composição não parou e resultou no choque dos trens a uma velocidade de 10 km/h. As equipes de resgate chegaram imediatamente para socorrer os passageiros e a linha teve que ficar interrompida entre as estações Corinthians-Itaquera e Tatuapé, onde neste trecho foi necessário implantar o sistema PAESE para fazer a integração gratuita para prosseguir viagem.

## Extensões Propostas

### Extensão Leste
Após vários problemas ocorridos na Linha Leste da CBTU (Roosevelt-Estudantes), incluindo o acidente ferroviário de Itaquera, o governo Quércia decidiu ampliar a Linha Leste-Oeste de Itaquera a Guaianases. A Companhia do Metropolitano de São Paulo realizou estudos que indicaram a inviabilidade técnica da proposta, que iria superlotar a Linha Leste-Oeste. Após alterações, o governo paulista sugeriu que o Metrô tinha interesse em assumir a operação da Linha Leste da CBTU e incorporar o novo trecho em projeto ao existente da ferrovia. O desinteresse da empresa federal emperrou o projeto (realizado apenas em 1994, após a criação da CPTM), cuja pedra fundamental seria lançada em 14 de outubro de 1987, embora as obras só fossem efetivamente iniciadas em maio de 1988.
| Estação              | Construtora                                        | Início da obra        | Término            | Situação atual                                       |
| -------------------- | -------------------------------------------------- | --------------------- | ------------------ | ---------------------------------------------------- |
| Corinthians-Itaquera | Constran S/A (1987-2000) JZ (1998-2000) Engenharia | 14 de outubro de 1987 | 27 de maio de 2000 | Parte da Linha 11 do Trem Metropolitano de São Paulo |
| Pêssego/Dom Bosco    | Constran S/A                                       | 14 de outubro de 1987 | 27 de maio de 2000 | Parte da Linha 11 do Trem Metropolitano de São Paulo |
| José Bonifácio       | Andrade Gutierrez (1987-1994) Multimil (1997-2000) | 14 de outubro de 1987 | 27 de maio de 2000 | Parte da Linha 11 do Trem Metropolitano de São Paulo |
| Guaianases           | Constran S/A                                       | 14 de outubro de 1987 | 27 de maio de 2000 | Parte da Linha 11 do Trem Metropolitano de São Paulo |

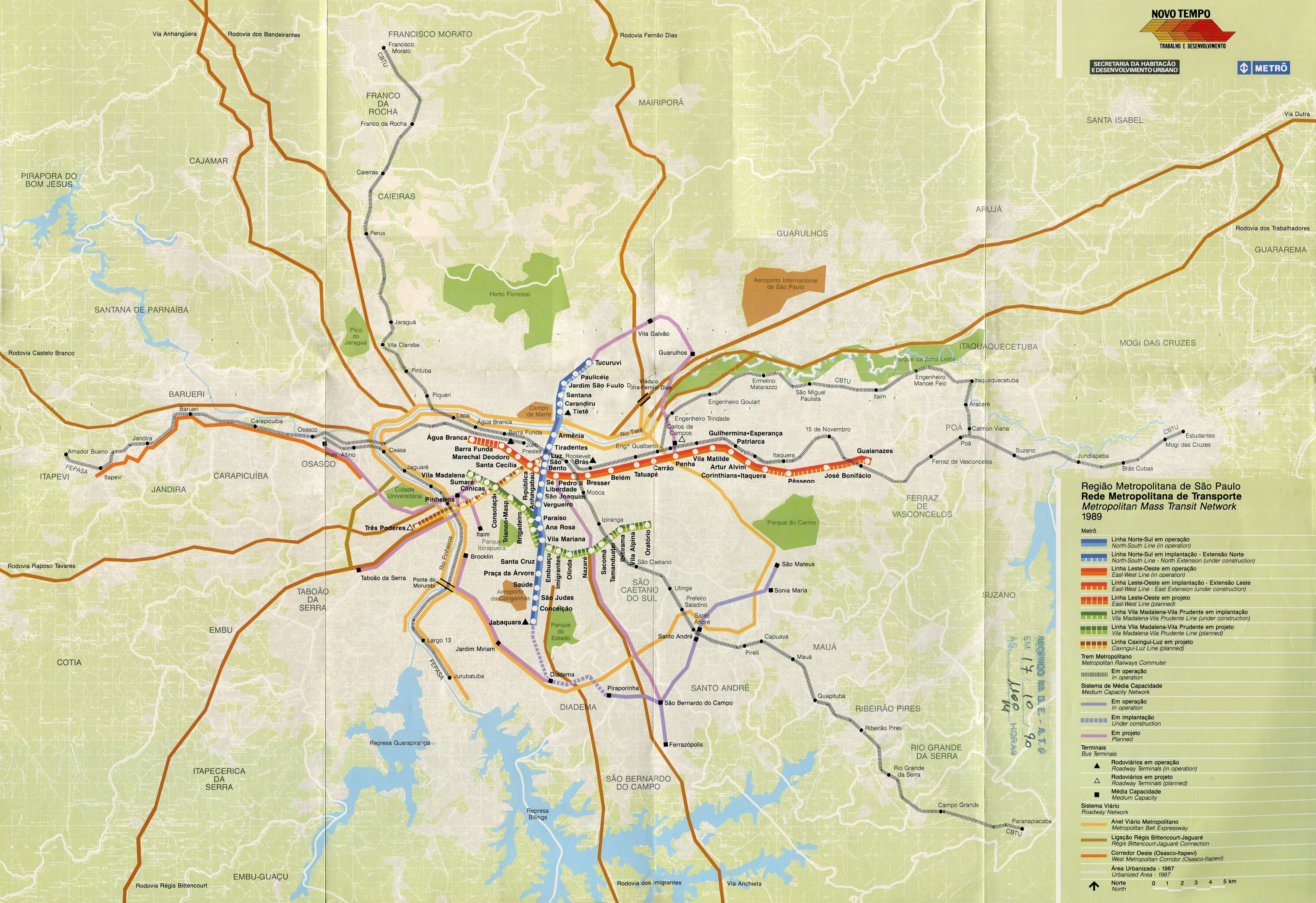
Mapa do transporte metropolitano de São Paulo, 1989

Os projetos da extensão foram contratados junto ao escritório do arquiteto João Toscano, que foi auxiliado por Massayoshi Kamimura e Odiléa Toscano. Inspirada pelo sucesso da implantação da Estação Largo Treze da Fepasa, a equipe de Toscano empregou construções de aço nas estações Pêssego (rebatizada Dom Bosco) e José Bonifácio. O projeto da Estação Dom Bosco recebeu o Grande Prêmio da 4.ª Bienal Internacional de Arquitetura, em 1999.
As obras da extensão Itaquera-Guaianases sofreram várias paralisações a partir de 1990, quando o estado optou por paralisá-las, para priorizar a implantação da Linha Paulista. Na gestão Fleury (1991-1994), as obras foram definitivamente paralisadas por falta de recursos. A principal causa da falta de recursos foi a inadimplência da Companhia do Metropolitano junto ao BNDES. O Metrô foi utilizado pelas gestões Quércia e Fleury para contrair empréstimos e construir obras rodoviárias (que não eram de interesse da estatal), como o Anel Viário de São Paulo, a Ponte do Morumbi e o Corredor Oeste. Assim, a obra foi transferida para a CPTM, por possuir capacidade de tomada de empréstimos.
Em 1997, a gestão Covas retomou as obras e concluiu a implantação do trecho em 27 de maio de 2000. O novo trecho acabou incorporado ao trecho existente da Linha E da CPTM. Ao mesmo tempo, o trecho antigo da ferrovia entre Itaquera e Guaianases foi desativado e substituído pela ampliação da Radial Leste, aberta em 2004.

### Extensão Oeste

#### Casa Verde

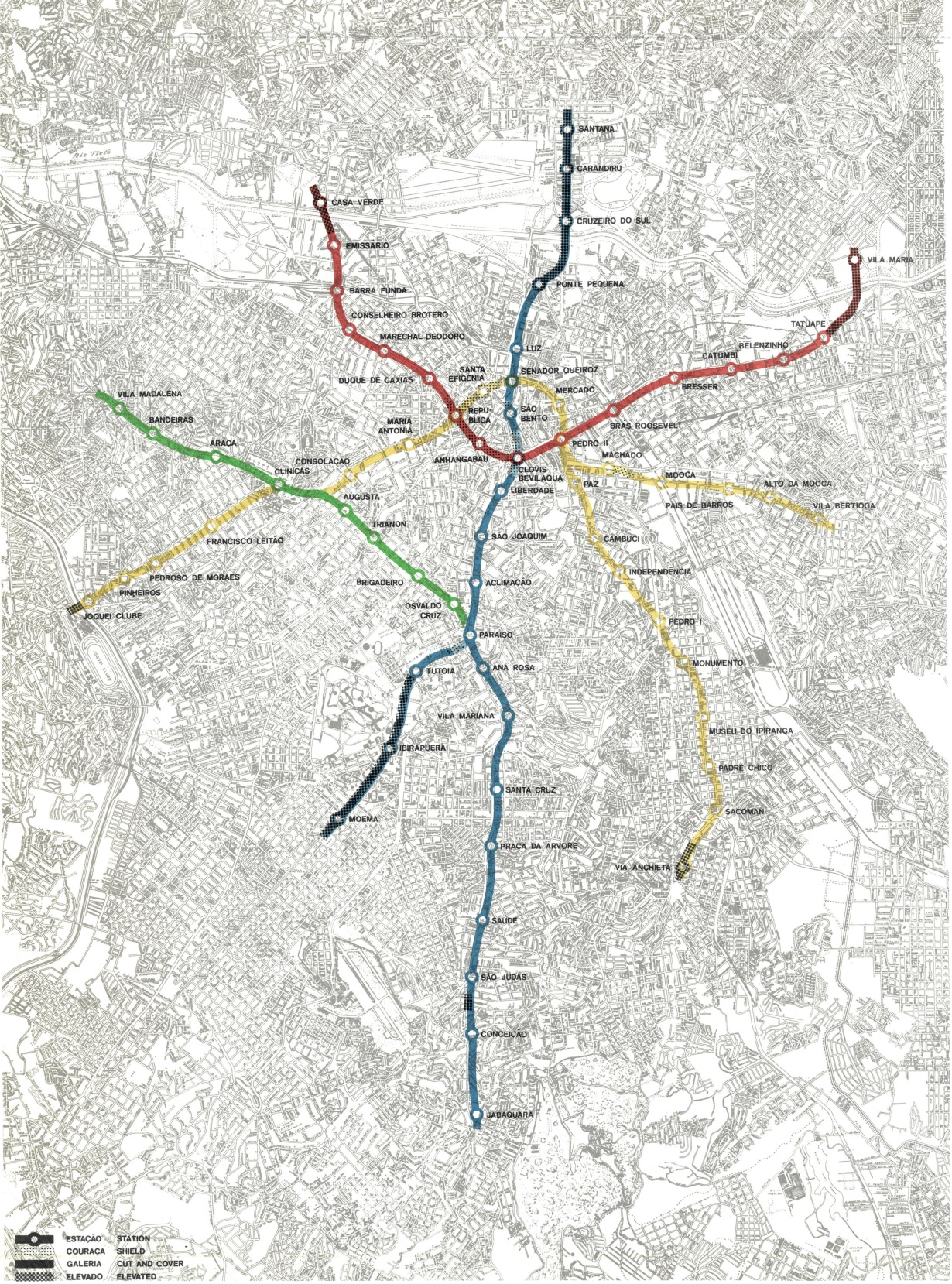
Rede Básica do Metrô projetada para 1990 (1968).

Em dezembro de 1968 o presidente da Companhia do Metropolitano, Francisco de Paula Quintanilha Ribeiro, apresentou para a Câmara Municipal de São Paulo o relatório de dois volumes elaborado pelo consórcio HMD sobre a futura rede de metrô para São Paulo.
Para a Linha Leste – Oeste foi apresentado o projeto de ligação em forma de “U” entre a Casa Verde e Vila Maria, passando pela região central de São Paulo. No trecho oeste da linha estava previsto uma via elevada de 2090 metros e três estações: Barra Funda, Emissário e Casa Verde. O terminal Casa Verde era apontado como uma estrutura provisória, tendo em vista que até 1990 a linha Leste-Oeste deveria ser ampliada rumo a Zona Norte de São Paulo.
"...Esta linha também começa na margem Norte do rio Tietê, e terá uma estação terminal provisória no bairro Casa Verde. Partindo dali, a linha atravessa vale do Tietê em traçado elevado, cruzando as ferrovias da EFSJ e da EFS na Barra Funda. Em seguida passa a ser subterrânea, fazendo uma ampla curva para atingir a Av. São João.

Para o futuro está prevista uma estação (Emissário) ao Sul do Tietê, para atender as necessidades de transporte, que deverão surgir nesta área. A Estação Barra Funda será construída como estação de baldeação para as ferrovias...— Trecho do livro Sistema integrado de transporte rápido coletivo da cidade de São Paulo, 2 : estudo técnico, pré projeto de engenharia, 1968.

#### Lapa

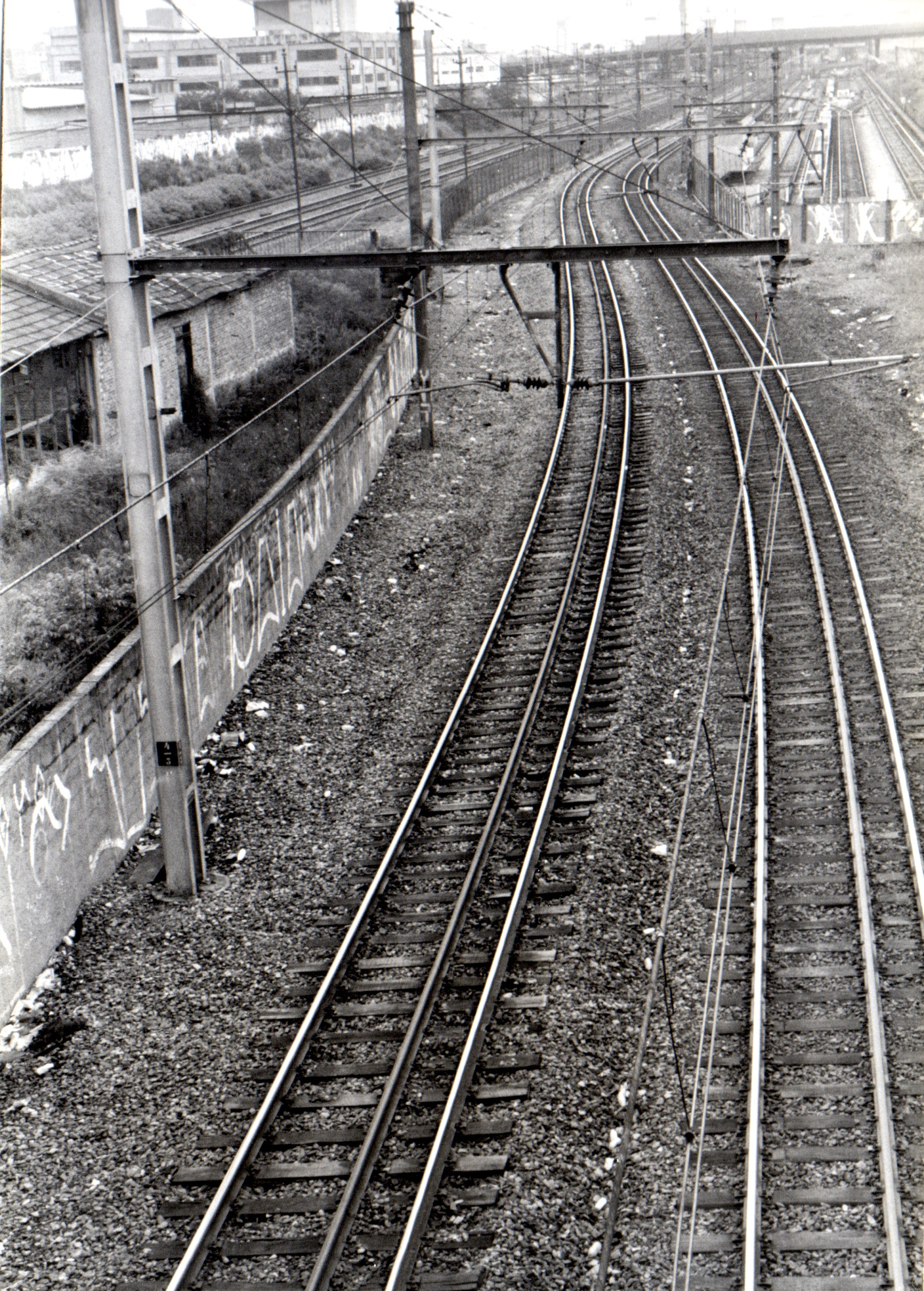
Visando alcançar a Lapa em superfície, a Companhia do Metropolitano projetou o trecho na região da Barra Funda alinhado com a Linha Oeste da Fepasa. Desentendimentos entre a Fepasa (estadual) e a Companhia do Metropolitano (municipal) e a falta de recursos impediram a concretização do projeto. À direita, final da Linha 3 - Vermelha. Ao centro, Linha 8 - Diamante.

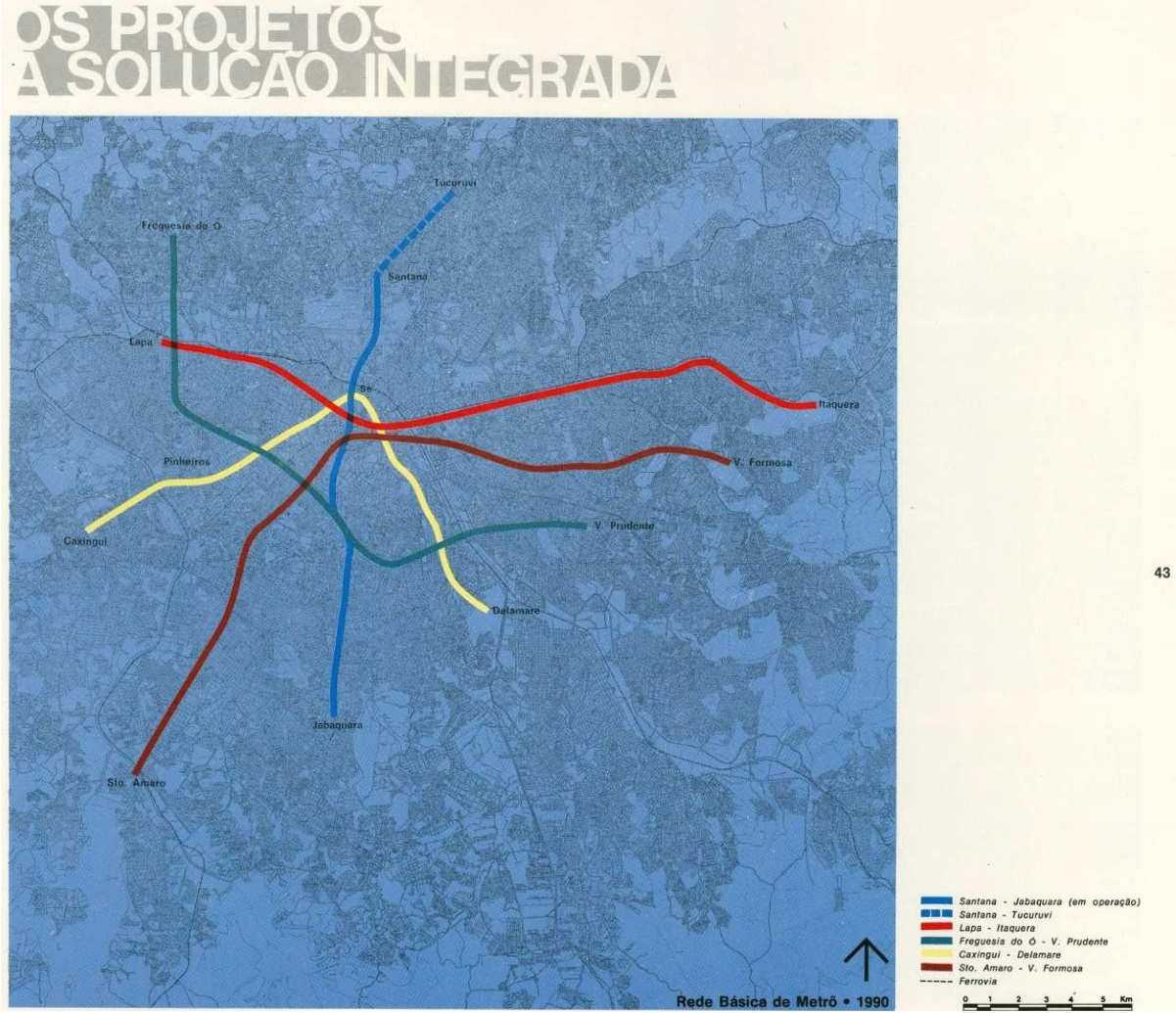
Rede Básica do Metrô projetada para 1990 (1975). Naquele momento a Linha Leste-Oeste teria como terminais Itaquera e Lapa.

Três anos depois, o projeto foi rejeitado e os técnicos da Companhia do Metropolitano estudavam a alternativa de aproveitamento de trechos dos trens suburbanos da Fepasa entre Barra Funda e Lapa e da Rede Ferroviária Federal entre Brás e Poá para a implantação da Linha Leste-Oeste. A proposta encontrou resistência da direção da Fepasa, que havia encomendado um estudo de modernização dos trens de subúrbio junto a empresa francesa Sofrerail. A Rede Ferroviária Federal também fez forte oposição ao projeto. Pesava também o fato da Companhia do Metropolitano ter seu controle acionário pela Prefeitura de São Paulo enquanto o Governo do estado de São Paulo detinha apenas uma participação minoritária na empresa e o governo federal ainda não havia adquirido ações.
Apesar da oposição inicial, a Companhia do Metropolitano desenvolveu o projeto da Linha Leste-Oeste entre 1973 e 1976. Com uma extensão de 28 quilômetros, previa a ligação entre Lapa e Itaquera. No trecho oeste, eram previstas as estações Lapa, Pompéia e Barra Funda, com integração com os trens da Fepasa e da Rede Ferroviária Federal nas estações Lapa e Barra Funda. Além disso, era prevista a construção do Estacionamento e Pátio Lapa em uma área ao lado da Rua Felix Guilherme.
"...A baldeação de passageiros dos trens para o metrô (substituindo a baldeação trem-ônibus na Lapa) será feita na Barra Funda, isto deverá atrair para as proximidades desta estação muitas casas comerciais que vendem artigos aos transeuntes. No entanto, a parte oeste desta linha de metrô, quando completa até a Lapa, deverá dar à última estação também a função de servir aos passageiros de subúrbio, aliviando o intenso movimento previsto na Estação Barra Funda..."— Trecho do livro Leste-Oeste: em busca de uma solução integrada, pp.51
A estação Lapa seria construída junto ao Viaduto da Lapa, com integração entre as linhas da Fepasa e da Rede Ferroviária Federal e com os ônibus municipais e intermunicipais através da construção de dois terminais (Norte e Sul).
A estação Pompéia seria construída junto ao Viaduto Pompéia, em uma área erma ao norte da estação que poderia ser ocupada futuramente e ao sul com acesso ao Estádio Palestra Italia. O acesso viário a futura estação Pompéia era dependente da execução de duas obras viárias: a construção da Avenida do Emissário (atual Marquês de São Vicente) e a expansão da Avenida Pompéia até a Marginal Tietê e sua interligação com a Avenida Engenheiro Caetano Álvares. Essas obras viárias foram realizadas apenas entre as décadas de 1980 e 1990, quando o projeto da estação Pompéia havia sido abandonado. 
Entre 1976 e 1979 a Companhia do Metropolitano tentou compatibilizar seu projeto Barra Funda-Lapa com o plano de remodelação dos subúrbios da Fepasa.
Apesar da Fepasa ter alterado seu projeto e construído uma estação Barra Funda provisória e atrasado a construção da nova estação Lapa (aberta apenas em 1985), a Companhia do Metropolitano acabou desistindo do projeto por falta de recursos em 1979. Os imóveis desapropriados para a construção da estação Lapa do metrô foram transferidos para a Universidade de São Paulo e convertidos na Estação Ciência.

#### Água Branca

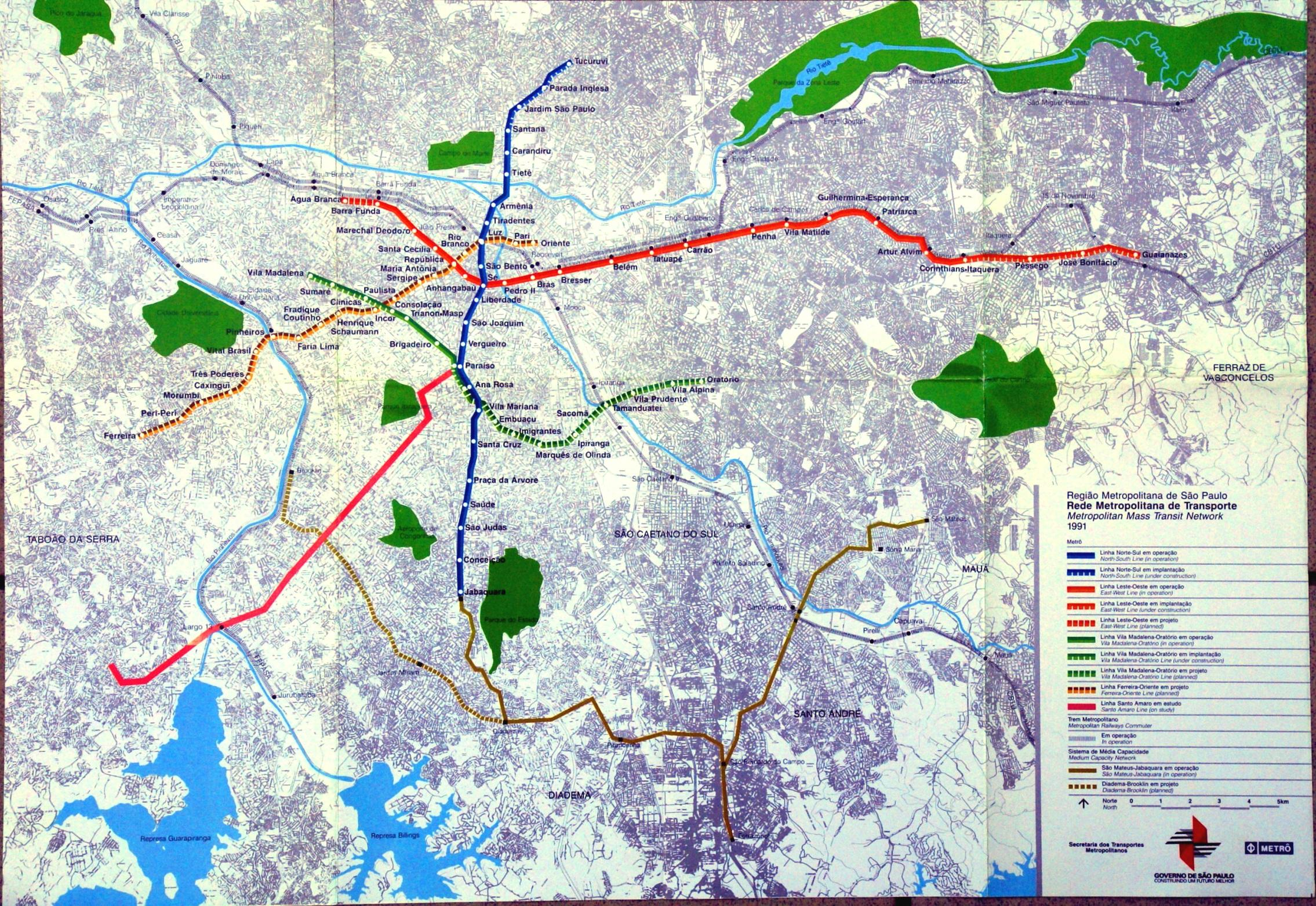
Rede do Metrô de São Paulo, 1991. O projeto de expansão da Linha Leste-Oeste até Água Branca foi abandonado em 1995 e retomado em 2025.

Em 1987 o projeto de expansão oeste foi retomado, com a Companhia do Metropolitano tendo agora seu controle acionário exercido pelo governo do estado de São Paulo. A proposta visava a extensão da Linha Leste Oeste e a construção da estação Água Branca (no local proposto anteriormente para a a estação Pompéia) em parceria com a inciativa privada. A nova estação teria integração com um shopping center e um centro empresarial desenvolvidos pelos grupos Brascan e Matarazzo. O custo da expansão do metrô em superfície foi estimado em sete milhões de dólares. O projeto do metrô foi cancelado, embora o Shopping West Plaza tenha sido inaugurado em 1991.
O plano de expansão para Água Branca ressurgiu em 2025.

### Cronologia
| Data                   | Eventos |
| ---------------------- | --- |
| 10 de março de 1979    | Inauguração do trecho Sé - Brás                                                                                        |
| 23 de agosto de 1980   | Inauguração do trecho Brás - Bresser (Atual Bresser–Mooca)                                                             |
| 15 de setembro de 1981 | Inauguração do trecho Bresser - Belém                                                                                  |
| 15 de novembro de 1981 | Inauguração do trecho Belém - Tatuapé                                                                                  |
| 24 de abril de 1982    | Inauguração do trecho Sé - Santa Cecília                                                                               |
| 26 de novembro de 1983 | Inauguração da estação Anhangabaú                                                                                      |
| 13 de novembro de 1986 | Inauguração do trecho Tatuapé - Penha                                                                                  |
| 27 de agosto de 1988   | Inauguração do trecho Penha - Vila Esperança (Atual Guilhermina–Esperança)                                             |
| 17 de setembro de 1988 | Inauguração do trecho Guilhermina-Esperança - Artur Alvim                                                              |
| 1 de outubro de 1988   | Inauguração do trecho Artur Alvim - Corinthians–Itaquera                                                               |
| 17 de dezembro de 1988 | Inauguração do trecho Santa Cecília - Barra Funda (atual Palmeiras–Barra Funda)                                        |
| 30 de dezembro de 2022 | Conclusão da instalação das portas de plataforma da primeira estação do contrato das estações com portas de plataforma |

## Passageiros transportados
| Linha 3-Vermelha Movimento anual de passageiros (em milhões) |
|                                                              |
| Fontes: Metrô-SP                                             |

Desde a apresentação do primeiro projeto da Linha Leste–Oeste, em 1972, a Companhia do Metropolitano esperava uma demanda de cerca de um milhão de passageiros por dia. Ao mesmo tempo, esperava-se que as linhas de trens de subúrbio da antiga Central do Brasil (a linha-tronco e a Variante Poá), agora pertencentes à Rede Ferroviária Federal, fossem revitalizadas, para aliviar a demanda esperada para a Linha Leste–Oeste do Metrô. Isso não ocorreu até a década de 1990 e, assim, a linha Leste–Oeste passou a ser a principal via de transporte público da região. Com a implantação da linha feita aos poucos, em etapas, essa demanda diária passou a ser atendida apenas no final da década de 1980, quando a linha foi concluída entre Barra Funda e Itaquera.
A demanda da Linha 3–Vermelha cresceu 22% entre 2007 e 2012, por causa da adoção do Bilhete único no Metrô, da abertura da Linha 4–Amarela, com integração na Estação República e da melhoria econômica no país.
Entre 1979 e 2024, foram transportados nove bilhões de passageiros na Linha 3–Vermelha:
| Ano   | Quantidade (× 1000) | Ano   | Quantidade (× 1000) | Ano   | Quantidade (× 1000) | Ano          | Quantidade (× 1000)   |
| ----- | ------------------- | ----- | ------------------- | ----- | ------------------- | ------------ | --------------------- |
| 1979  | 4 022               | 1993  | 268 599             | 2007  | 283 025             | 2021         | 225 591               |
| 1980  | 7 545               | 1994  | 270 365             | 2008  | 312 756             | 2022         | 300 044               |
| 1981  | 25 625              | 1995  | 300 328             | 2009  | 319 716             | 2023         | 313 600               |
| 1982  | 100 359             | 1996  | 298 682             | 2010  | 329 400             | 2024 jan-set | 240 247               |
| 1983  | 118 530             | 1997  | 294 175             | 2011  | 335 713             |              |                       |
| 1984  | 142 244             | 1998  | 286 773             | 2012  | 353 509             |              |                       |
| 1985  | 147 616             | 1999  | 281 749             | 2013  | 426 264             |              |                       |
| 1986  | 174 826             | 2000  | 297 034             | 2014  | 425 898             |              |                       |
| 1987  | 215 348             | 2001  | 310 417             | 2015  | 430 801             |              |                       |
| 1988  | 228 745             | 2002  | 327 028             | 2016  | 425 112             |              |                       |
| 1989  | 305 025             | 2003  | 317 900             | 2017  | 419 294             |              |                       |
| 1990  | 289 060             | 2004  | 247 545             | 2018  | 423 429             |              |                       |
| 1991  | 295 815             | 2005  | 247 545             | 2019  | 424 687             |              |                       |
| 1992  | 281 044             | 2006  | 262 838             | 2020  | 221 032             |              |                       |
| Total | Total               | Total | Total               | Total | Total               | Total        | 9 095 729 905 bilhões |

- Em negrito: recorde transportado

## Estudos toponímicos

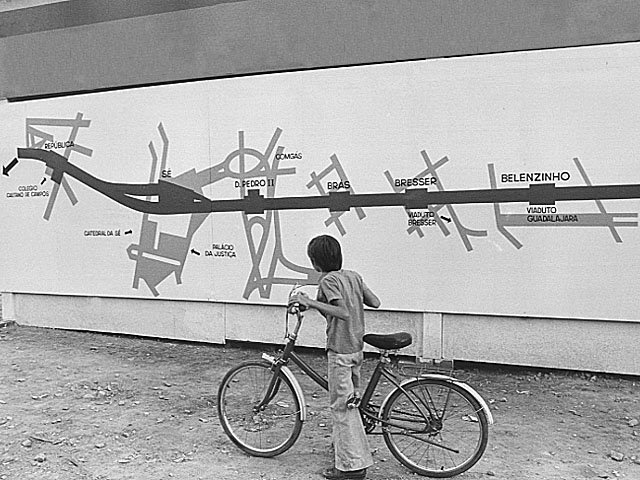
Garoto observa painel de divulgação do projeto da Linha Leste-Oeste em 1979. Note-se a estação "Belenzinho", posteriormente rebatizada Belém em uma das alterações técnicas de projeto (neste caso para atender as características de forma).
Acervo da Companhia do Metropolitano de São Paulo

Em 1972, o arquiteto Nestor Goulart Reis Filho (então diretor da Faculdade de Arquitetura e Urbanismo da Universidade de São Paulo) elaborou os primeiros estudos toponímicos do Metrô de São Paulo. Segundo Filho, os critérios para determinar a denominação de uma localidade (logradouro, equipamento de transporte, localidade etc.) eram:
- popularidade: denominação de forte apelo popular;
- escala metropolitana: nome de relevância regional;
- características de conteúdo: referência histórico-geográfica que permitisse uma fácil e rápida identificação do local;
- características de forma: nome simples, com sonoridade e fácil compreensão até para pessoas pouco letradas ou analfabetas. Nomes compridos ou com termos estrangeiros deveriam ser evitados.

Com base nesses princípios, os estudos toponímicos da Companhia do Metropolitano determinaram o nome de cada estação da Linha Leste-Oeste. Em 1977 foi apresentado o estudo, com as sugestões:
| Nº Estação | Nomes sugeridos | Nome aprovado | Nome escolhido | Data da modificação      | Motivo da alteração      |
| ---------- | --- | ------------- | -------------- | ------------------------ | ------------------------ |
| 1          | - Pedro II: Nome de parque próximo - Figueira: Nome de logradouro próximo - Gasômetro: indústria próxima            | Figueira      | Pedro II       | 9 de novembro de 1978    | Decreto Municipal 15 453 |
| 2          | - Concórdia: nome de logradouro próximo - Brás: nome do distrito - Roosevelt: nome da estação de trem               | Brás          | Brás           | 9 de novembro de 1978    | Decreto Municipal 15 453 |
| 3          | - Hipódromo: nome de logradouro próximo - Bresser: nome de logradouro próximo - Ipanema: nome de logradouro próximo | Bresser       | Bresser        | 9 de novembro de 1978    | Decreto Municipal 15 453 |
| 4          | - Belém: nome do distrito - 4ª Parada: nome de antiga estação - Alcântara Machado: nome de logradouro próximo       | Belém         | Belém          | 9 de novembro de 1978    | Decreto Municipal 15 453 |
| 5          | - Tuiuti: nome de logradouro próximo - Tatuapé: nome do distrito - Cristais: nome de logradouro próximo             | Cristais      | Tatuapé        | 9 de novembro de 1978    | Decreto Municipal 15 453 |
| 6          | - Marengo: nome de logradouro próximo - Gualberto: nome de estação de trem - Garça: nome de logradouro próximo      | Marengo       | Carrão         | 9 de novembro de 1978    | Decreto Municipal 15 453 |
| 7          | - Penha: nome do Distrito - Guaiaúna: nome de bairro próximo - Aricanduva: nome de logradouro próximo               | Penha         | Penha          | 9 de novembro de 1978    | Decreto Municipal 15 453 |
| 8          | - Matilde: nome da estação de trem - Esperança: nome de bairro próximo - Gamelinha: nome de bairro próximo          | Esperança     | Vila Matilde   | 9 de novembro de 1978    | Decreto Municipal 15 453 |
| 9          | - Rincão: nome de córrego próximo - Guilhermina: nome de bairro próximo - Marieta: nome de bairro próximo           | Rincão        | Vila Esperança | 26 de outubro de 1982    | Decreto Municipal 18 345 |
| 10         | - Patriarca: nome da estação de trem - Santa Luzia: nome de bairro próximo - Ré: nome de bairro próximo             | Patriarca     | Patriarca      | Decreto Municipal 15 453 | 9 de novembro de 1978    |
| 11         | - Artur Alvim: nome de estação de trem - Santa Luzia: bairro próximo - Santa Tereza: bairro próximo                 | Artur Alvim   | Artur Alvim    | Decreto Municipal 15 453 | 9 de novembro de 1978    |
| 12         | - Pátio: pátio da linha do metrô - Itaquera: nome do distrito - Parque: parque próximo                              | Pátio         | Itaquera       | Decreto Municipal 15 453 | 9 de novembro de 1978    |

### Alterações de nomes
Apesar de os estudos toponímicos terem determinado os nomes das estações, alterações técnicas ou políticas (algumas controversas) foram realizadas ao longo dos anos. Entre 1987 e 2019, foram apresentados vinte projetos de lei pelos deputados estaduais paulistas requerendo a alteração de nome de diversas estações (contrariando os critérios toponímicos adotados pela Companhia do Metropolitano). Apenas três foram aprovados. Segundo um estudo elaborado pela Companhia Paulista de Trens Metropolitanos, a alteração do nome de uma estação (o que inclui a troca de placas e mapas de estações, trens, terminais, impressão de novos mapas de bolso, gravação de mensagens de áudio nos trens etc.) pode custar de 620 mil a mais de um milhão de reais, não sendo, por isso, recomendáveis tais alterações.

#### Nomes alterados
| Estação               | Nome original        | Data da modificação    | Motivo da alteração | Forma                                       | Autoria              |
| --------------------- | -------------------- | ---------------------- | ------------------- | ------------------------------------------- | -------------------- |
| Penha                 | Aricanduva           | 1978                   | Técnico             | Alteração na fase de projeto de implantação | Técnicos do Metrô-SP |
| Belém                 | Belenzinho           | 1979                   | Técnico             | Alteração na fase de projeto de implantação | Técnicos do Metrô-SP |
| Guilhermina-Esperança | Rincão               | Déc. 1980              | Técnico             | Alteração na fase de projeto de implantação | Técnicos do Metrô-SP |
| Guilhermina-Esperança | Vila Esperança       | 1988                   | Técnico             | Alteração na fase de projeto de implantação | Técnicos do Metrô-SP |
| Corinthians-Itaquera  | Corinthians Paulista | 1988                   | Técnico             | Alteração na fase de projeto de implantação | Técnicos do Metrô-SP |
| Palmeiras-Barra Funda | Barra Funda          | 11 de maio de 2006     | Político            | Lei estadual 0264/04                        | Luiz Carlos Gondim   |
| Bresser-Mooca         | Bresser              | 25 de julho de 2006    | Político            | Decreto Estadual n.º 50 995                 | Claudio Lembo        |
| Patriarca-Vila Ré     | Patriarca            | 15 de dezembro de 2018 | Político            | Projeto de lei 01399/15                     | José Zico Prado      |

## Operação

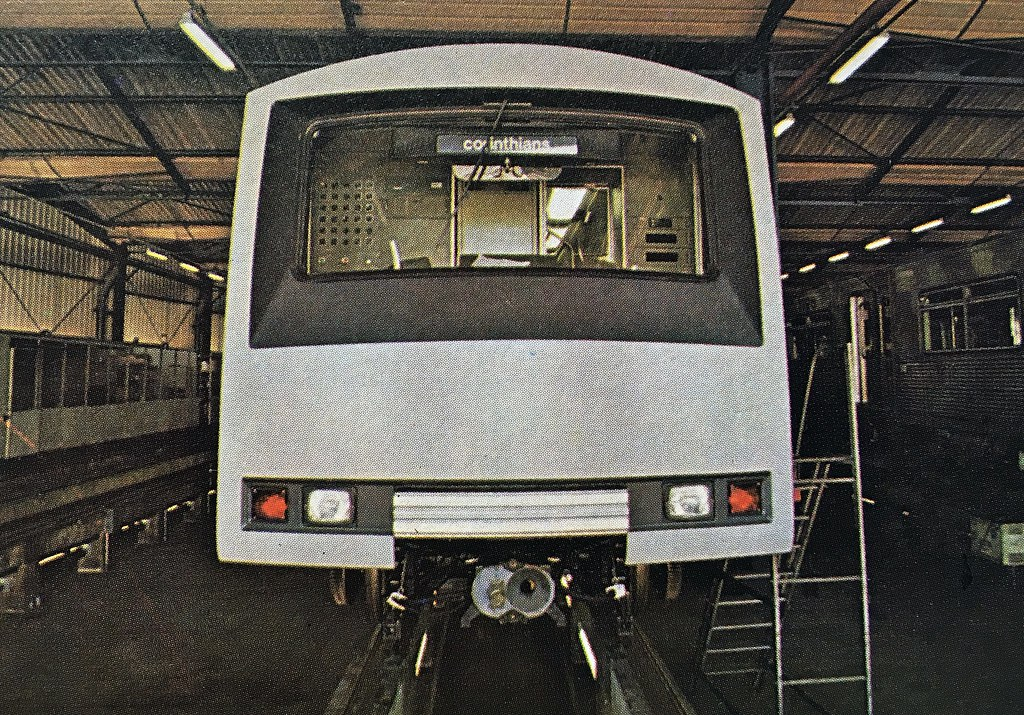
O primeiro trem fabricado para a Linha Leste–Oeste em testes na fábrica da Mafersa, 1982.
Acervo da Companhia do Metropolitano de São Paulo

### Trens
O projeto da Linha Leste–Oeste previa a operação de 47 trens, que deveriam fazer o trecho de Barra Funda a Corinthians–Itaquera em 35 minutos a um intervalo de cem segundos. A frota de 47 trens foi contratada em 16 de outubro de 1978, sendo a encomenda dividida entre Cobrasma e Mafersa, com previsão de ser entregue até 1981, porém problemas financeiros do Metrô fizeram com que os primeiros trens fossem entregues para a operação apenas em 14 de setembro de 1984. Com o crescimento da demanda, entre 2008 e 2011 foram adquiridos novos trens para ampliar a frota.

#### Disponibilidade de frota
| Ano   | Meta (%) | Disponibilidade nos horários de pico (%) |
| ----- | -------- | ---------------------------------------- |
| 2015  | 98,0     | 99,0                                     |
| 2016  | 98,0     | 98,9                                     |
| 2017  | 98,0     | 98,9                                     |
| 2018  | 98,0     | 98,8                                     |
| 2019  | 98,0     | 99,3                                     |
| Média |          | 98,98                                    |

### Sinalização
A sinalização da Linha Leste–Oeste foi baseada na implantada na Linha Norte–Sul. No entanto, a exigência de nacionalização dos equipamentos fez com que parte do sistema fosse contratada da empresa brasileira CMW Equipamentos Ltda., do grupo Bozano Simonsen e da Westinghouse Electric Corporation (adquirida em 1989 pela Alstom). Dessa forma, a empresa desenvolveu os primeiros sistemas de sinalização dos tipos Automatic Train Operation (ATO), Automatic Train Control (ATC), Automatic Train Supervision (ATS) e Automatic Train Protection (ATP) nacionais.
| Evolução do intervalo mínimo programado entre trens (em segundos) | Evolução do intervalo mínimo programado entre trens (em segundos) | Evolução do intervalo mínimo programado entre trens (em segundos) | Evolução do intervalo mínimo programado entre trens (em segundos) | Evolução do intervalo mínimo programado entre trens (em segundos) | Evolução do intervalo mínimo programado entre trens (em segundos) | Evolução do intervalo mínimo programado entre trens (em segundos) | Evolução do intervalo mínimo programado entre trens (em segundos) | Evolução do intervalo mínimo programado entre trens (em segundos) | Evolução do intervalo mínimo programado entre trens (em segundos) | Evolução do intervalo mínimo programado entre trens (em segundos) | Evolução do intervalo mínimo programado entre trens (em segundos) | Evolução do intervalo mínimo programado entre trens (em segundos) | Evolução do intervalo mínimo programado entre trens (em segundos) |
| 1979                                                              | 1980                                                              | 1981                                                              | 1982                                                              | 1983                                                              | 1985                                                              | 1986                                                              | 1987                                                              | 1988                                                              | 2003                                                              | 2016                                                              | 2017                                                              | 2018                                                              | 2022                                                              |
| ----------------------------------------------------------------- | ----------------------------------------------------------------- | ----------------------------------------------------------------- | ----------------------------------------------------------------- | ----------------------------------------------------------------- | ----------------------------------------------------------------- | ----------------------------------------------------------------- | ----------------------------------------------------------------- | ----------------------------------------------------------------- | ----------------------------------------------------------------- | ----------------------------------------------------------------- | ----------------------------------------------------------------- | ----------------------------------------------------------------- | ----------------------------------------------------------------- |
| 315                                                               | 240                                                               | 165                                                               | 145                                                               | 150                                                               | 125                                                               | 110                                                               | 107                                                               | 100                                                               | 101                                                               | 113                                                               | 111                                                               | 118                                                               | 119                                                               |
| Fontes: Metrô SP 1988, 2003 2016 e 2017, 2018, 2022               |                                                                   |                                                                   |                                                                   |                                                                   |                                                                   |                                                                   |                                                                   |                                                                   |                                                                   |                                                                   |                                                                   |                                                                   |                                                                   |

### Acessibilidade

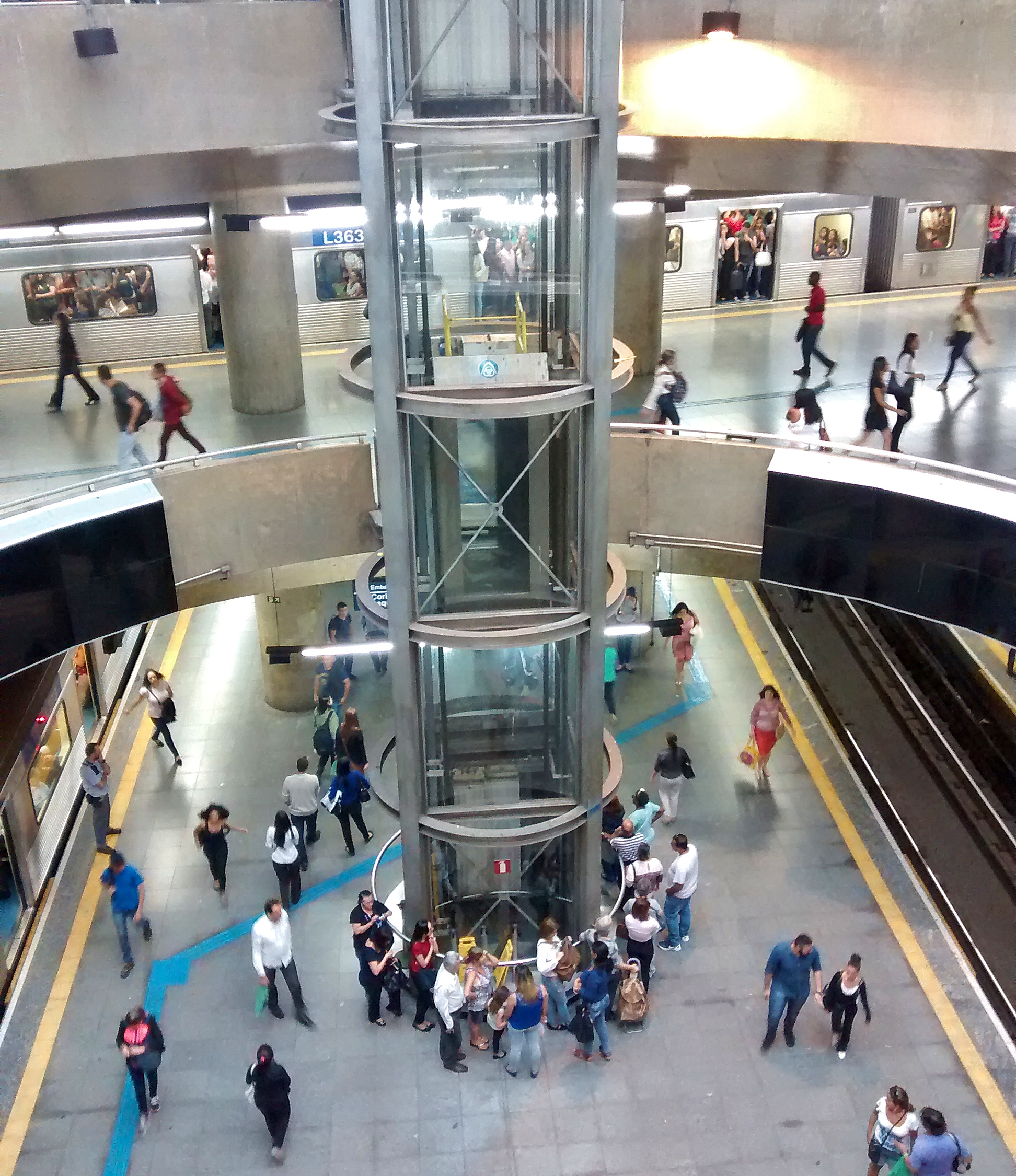
Elevador da Estação Sé, implantado em 2007

Diferentemente da Linha Norte–Sul, a Linha Leste–Oeste foi projetada e construída visando à implantação de elevadores e passarelas de acesso. A linha acabaria implantada apenas com algumas das escadas rolantes previstas e passarelas, tendo apenas sido construídos os poços dos elevadores. A falta de acessibilidade levou ao protesto de diversas entidades da sociedade civil. Apenas na metade da década de 1980 começaram a ser implantadas as escadas rolantes que faltavam e em 1991 começaram a ser implantados os elevadores em seus poços. Em setembro de 2007, o último elevador foi instalado, localizado na Estação Sé.
A Linha 3 possui hoje:
| Equipamento          | Quantidade | Estações |
| -------------------- | ---------- | -------- |
| Elevadores           | 24         | 18       |
| Escadas rolantes     | 175        | 18       |
| Telefones adaptados  | 18         | 18       |
| Sanitários adaptados | 40         | 13       |

### Integração
Após a inauguração da Linha Norte–Sul, a Companhia do Metropolitano percebeu que o número de passageiros transportados estava muito abaixo do projetado. Assim, descobriu-se que faltavam integrações físicas com a rede ferroviária e linhas de ônibus.
| “                        | ...O Corredor Leste–Oeste foi projetado a partir da premissa de que o metrô não pode ser apenas um trem dentro da cidade, para servir simplesmente ao passageiro lindeiro. Isso chegou a ocorrer com a Linha Norte–Sul, porque foi calcada em metrôs europeus e americanos, a maioria deles implantada em fins do século passado e começo deste... São Paulo não é a Paris de 1900: aqui, o metrô precisaria ser um meio de transporte adequado a uma cidade que já tem o automóvel e o ônibus. Prova disso é que a Linha Norte–Sul só se viabilizou efetivamente quando a ela acoplamos o serviço de ônibus, capacitando-a a assim, a servir um maior número de passageiros. Já a Linha Leste-Oeste, tal como a concebemos, engloba a redefinição do sistema viário em função do metrô; engloba sua integração com o automóvel e o transporte coletivo... É o que ocorrerá no Corredor Leste–Oeste, com suas estações intermodais, que vão possibilitar a integração com todos os meios de transporte, incluindo ônibus urbanos e intermunicipais, os trens de subúrbio da Fepasa e da Rede Ferroviária Federal, os taxis e até os automóveis particulares... | ” |
| — Olavo Setúbal, em 1979 | |   |

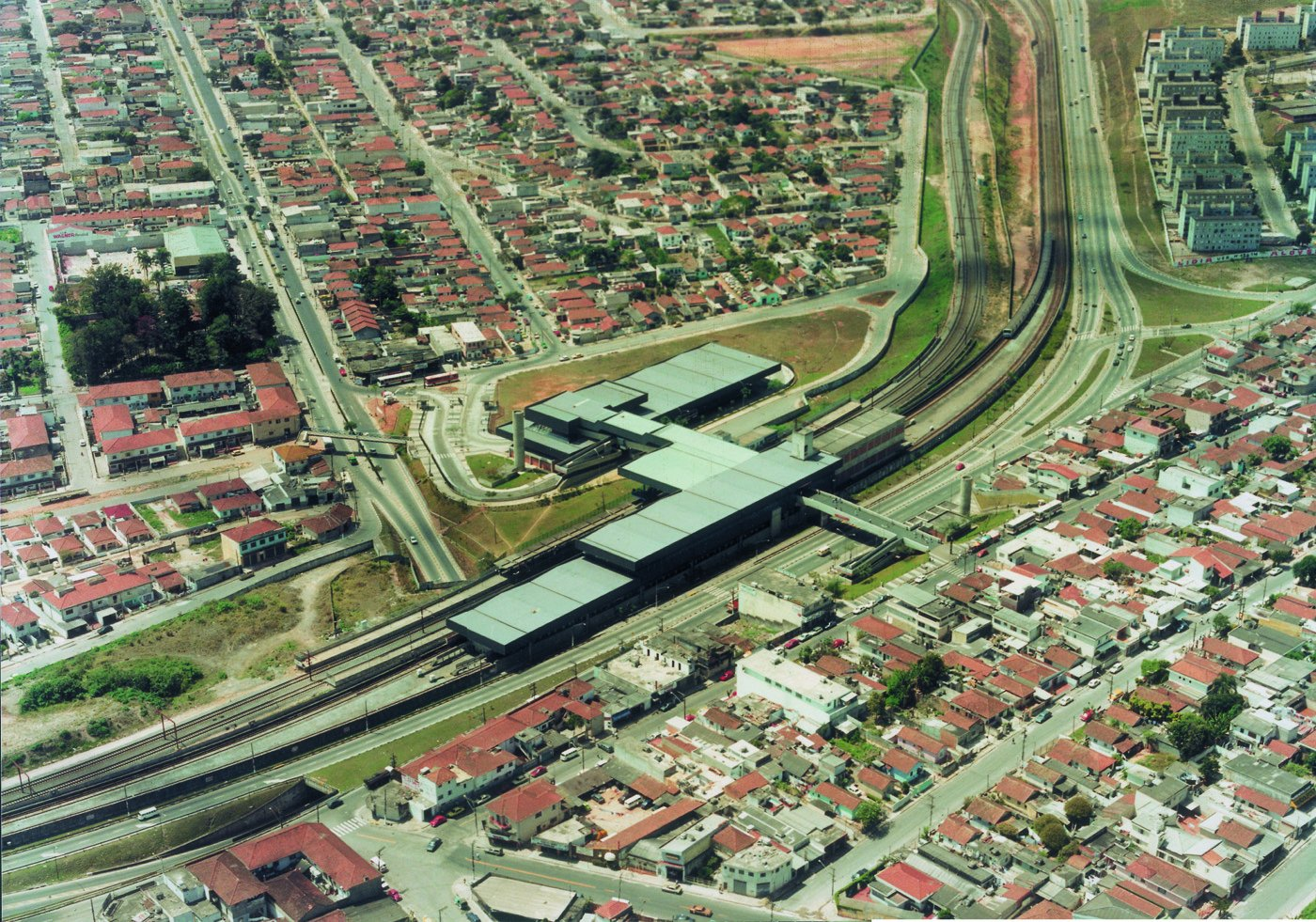
Estação Artur Alvim com seu terminal de ônibus integrado, 1988

O projeto da Linha Leste–Oeste foi o primeiro a contemplar integrações físicas com a rede ferroviária e com linhas de ônibus, por meio de estações integradas e terminais de ônibus anexos às estações. O redesenho das linhas de ônibus e a adoção de tarifas integradas permitiu o transporte de mais de um milhão de passageiros por dia na atual Linha 3–Vermelha. Posteriormente, esse modelo de terminais integrados foi adotado nas expansões seguintes. Estima-se que 60% dos passageiros transportados pela rede de transporte metroferroviária paulista sejam oriundos da integração ônibus/trilhos realizada majoritariamente nesses terminais.

#### Terminais de integração
| Estação               | Integração                            | Linhas                                                                 |
| --------------------- | ------------------------------------- | ---------------------------------------------------------------------- |
| Palmeiras Barra Funda | metrô-trem metropolitano-ônibus       | Municipais, intermunicipais, interestaduais e internacionais (Bolívia) |
| Santa Cecília         | Terminal Amaral Gurgel (metrô-ônibus) | Municipais                                                             |
| Anhangabaú            | Terminal Bandeira (metrô-ônibus)      | Municipais                                                             |
| Pedro II              | Expresso Tiradentes (metrô-ônibus)    | Municipais                                                             |
| Brás                  | metrô-trem metropolitano-ônibus       | Municipais e intermunicipais                                           |
| Belém                 | metrô-ônibus                          | Municipais                                                             |
| Tatuapé               | metrô-trem metropolitano-ônibus       | Municipais e intermunicipais                                           |
| Carrão                | metrô-ônibus                          | Municipais e intermunicipais                                           |
| Penha                 | metrô-ônibus                          | Municipais e intermunicipais                                           |
| Vila Matilde          | metrô-ônibus                          | Municipais e intermunicipais                                           |
| Patriarca-Vila Ré     | metrô-ônibus                          | Municipais                                                             |
| Artur Alvim           | metrô-ônibus                          | Municipais                                                             |
| Corinthians-Itaquera  | metrô-trem metropolitano-ônibus       | Municipais e intermunicipais                                           |

### Acidentes e incidentes
- 26 de agosto de 1987 – Descarrilamento de trem vazio durante manobras no terminal provisório de Santa Cecília. Apesar de ter interrompido a circulação da Linha 3 por quase quatro horas, não deixou feridos.[106]
- 5 de agosto de 1992 – Descarrilamento do carro 339 (frota D), entre as estações Sé e Pedro II, interrompendo a circulação na Linha 3–Vermelha por várias horas.[107]
- 21 de setembro de 2010 – Após uma blusa travar o fechamento de uma porta, a circulação na Linha 3 foi interrompida por uma série de protestos de passageiros. No fim, dezessete trens foram depredados, incluindo vários das frotas C e D.[108]
- 16 de maio de 2012 — Colisão de trens entre as estações Penha e Carrão, sentido Centro, causando um grande congestionamento e ferindo dezenas de passageiros transportados nos trens. Foi a primeira colisão da história do Metrô de São Paulo. Tudo indica que foi uma falha no sistema de automatização, que deveria parar a composição caso estivesse a pelo menos 150 metros de distância da que estivesse à sua frente. No entanto, a composição não parou, o que resultou no choque dos trens a uma velocidade de 10 km/h. As equipes de resgate chegaram imediatamente para socorrer os passageiros, e a linha teve que ficar interrompida entre as estações Corinthians–Itaquera e Tatuapé. Neste trecho, foi necessário implantar o sistema PAESE, para fazer a integração gratuita para prosseguir viagem.[109]

## Características das estações
A linha é subterrânea entre as estações Marechal Deodoro e Sé. As estações Pedro II, Brás e Corinthians-Itaquera são elevadas, a estação Patriarca - Vila Ré é semielevada (as pontas oeste e central são elevadas e a ponta leste é em superfície) e as demais estações são em superfície, com o trecho entre Bresser-Mooca e Belém sendo subterrâneo, localizado embaixo de um pátio de trens da CPTM, o pátio Engenheiro São Paulo.
A Estação Marechal Deodoro possui plataformas laterais sobrepostas. As estações Palmeiras-Barra Funda, República, Sé, Brás e Tatuapé possuem plataformas laterais e central, as estações Santa Cecília e Pedro II possuem plataformas laterais e a Estação Corinthians-Itaquera possui duas plataformas centrais. As demais estações possuem somente uma plataforma central.

## Arquitetura
Os projetos arquitetônicos da Linha 3 foram realizados entre 1972 e 1984. Apesar de seguirem o estilo brutalista empregado anteriormente na Linha 1, incorporaram coberturas de treliça espacial (para permitir a cobertura de grandes áreas com menos pilares), fechamentos com tijolos cerâmicos, passarelas (no lugar de escadarias de acesso), claraboias nas estações em superfície/elevadas, aberturas nas lajes para permitir a passagem de luz solar em partes das estações subterrâneas, pontos de kiss and ride e terminais de ônibus anexos para permitir a integração. Oito estações do trecho em superfície (Bresser, Belém, Carrão, Penha, Vila Matilde, Guilhermina-Esperança, Patriarca e Artur Alvim) foram projetadas em concreto pré-moldado, com dezenove módulos de 15 × 12,5 metros, enquanto as estações de integração seguiram projetos específicos. A Estação Barra Funda teve seu primeiro projeto apresentado em 1979, porém ele acabaria severamente modificado e aprovado apenas em 1984.
As estações Barra Funda, Marechal Deodoro (Roberto Mac Fadden), Sé (José Paulo de Bem e Roberto Mac Fadden), Pedro II (Meire Gonçalves Selli), Artur Alvim (Katumi Sawada) e Itaquera (Meire Gonçalves Selli e Renato Viégas) receberam o “Prêmio Especial del Jurado” da V Bienal Internacional de Arquitetura de Buenos Aires.

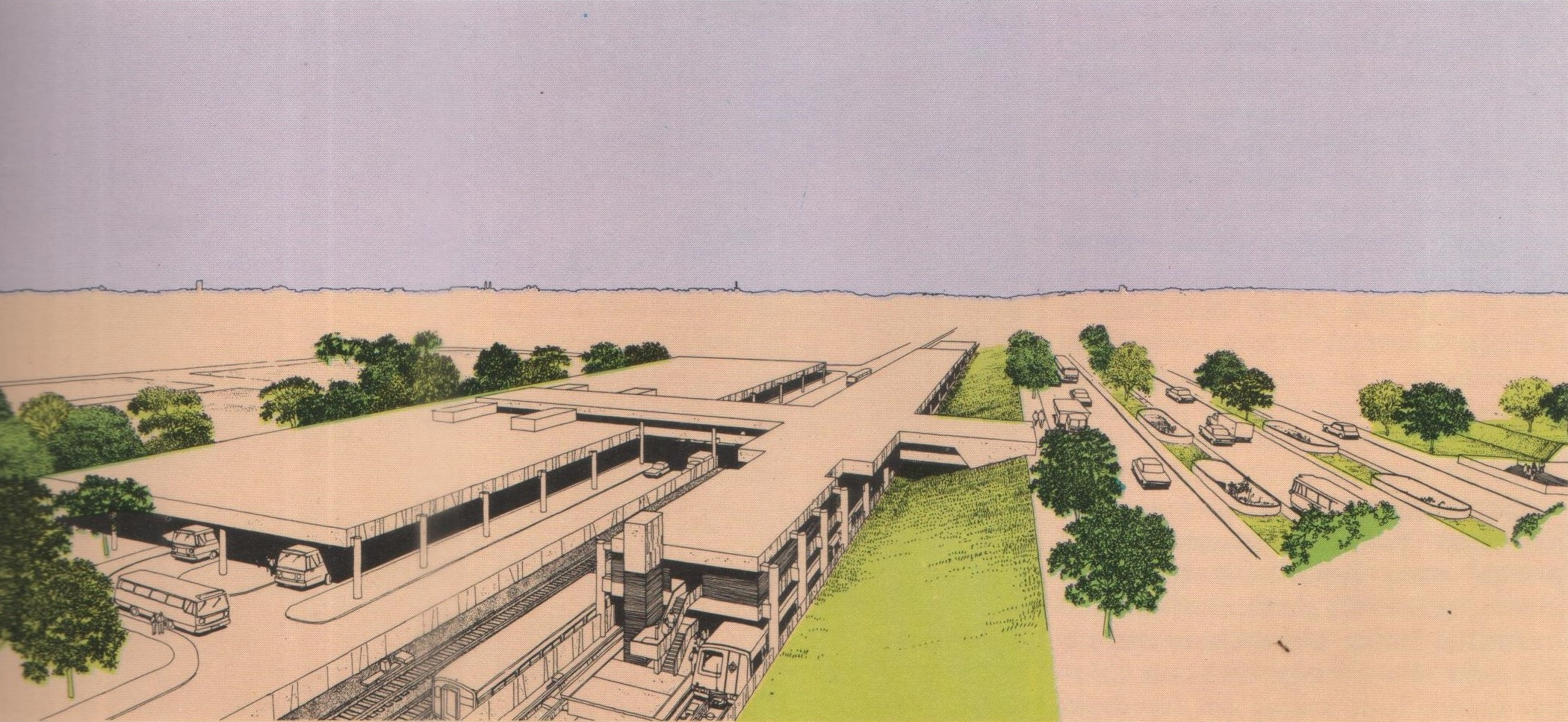
Projeto original da Estação Penha, 1976. Até aquele momento, eram previstas coberturas por lajes.
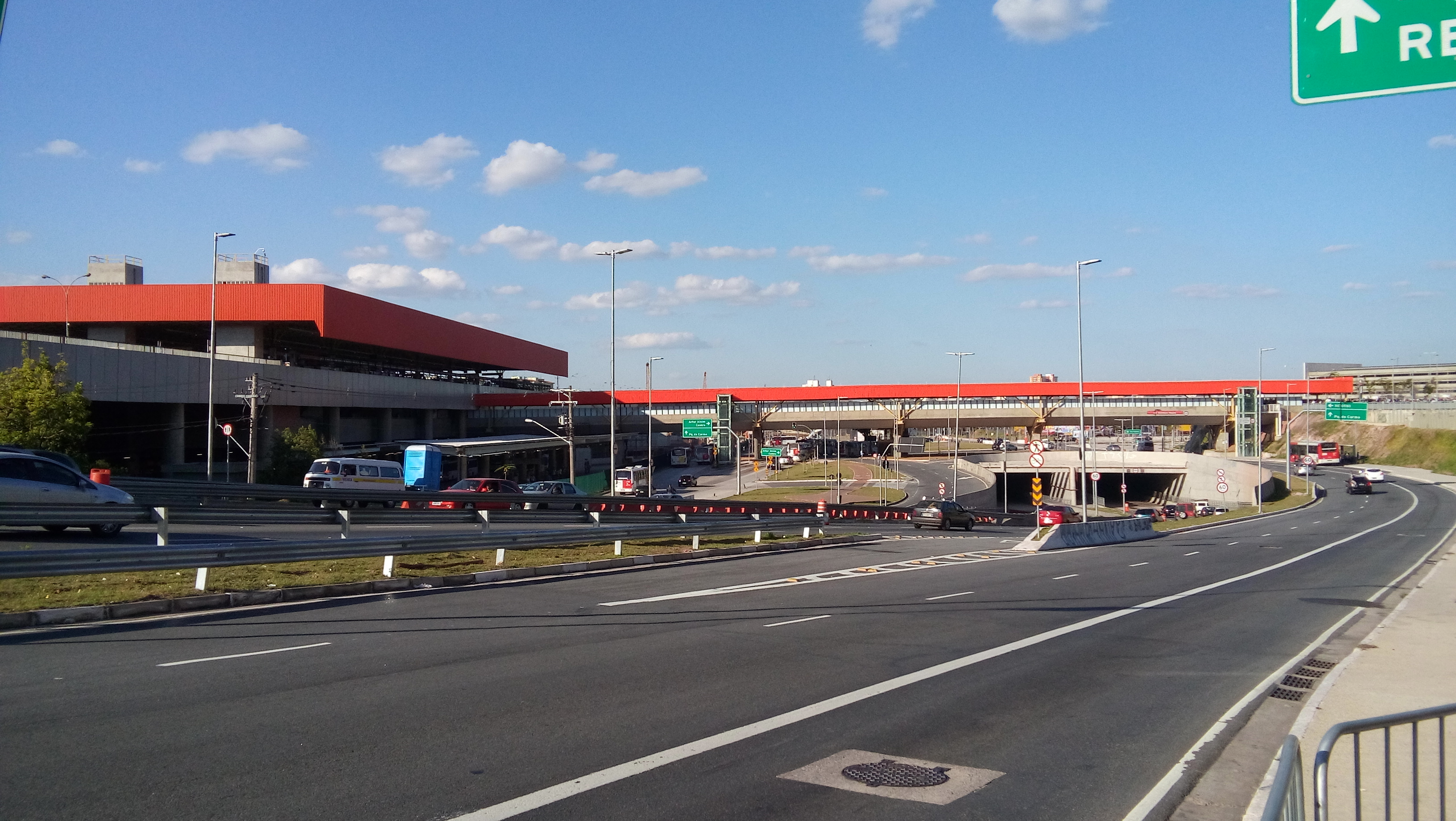
Terminal Corinthians-Itaquera, com sua característica cobertura de treliça espacial
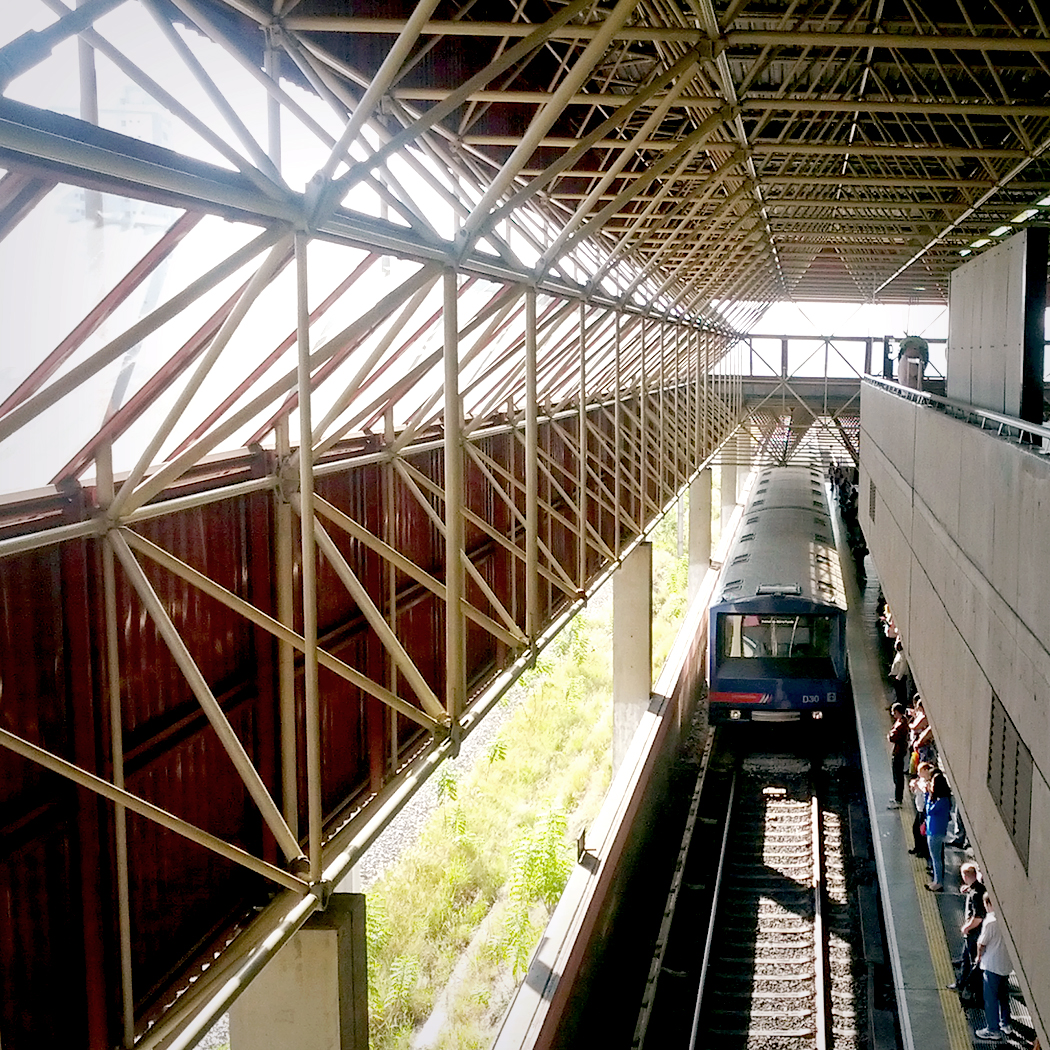
Detalhe da cobertura de treliça espacial na Estação Carrão
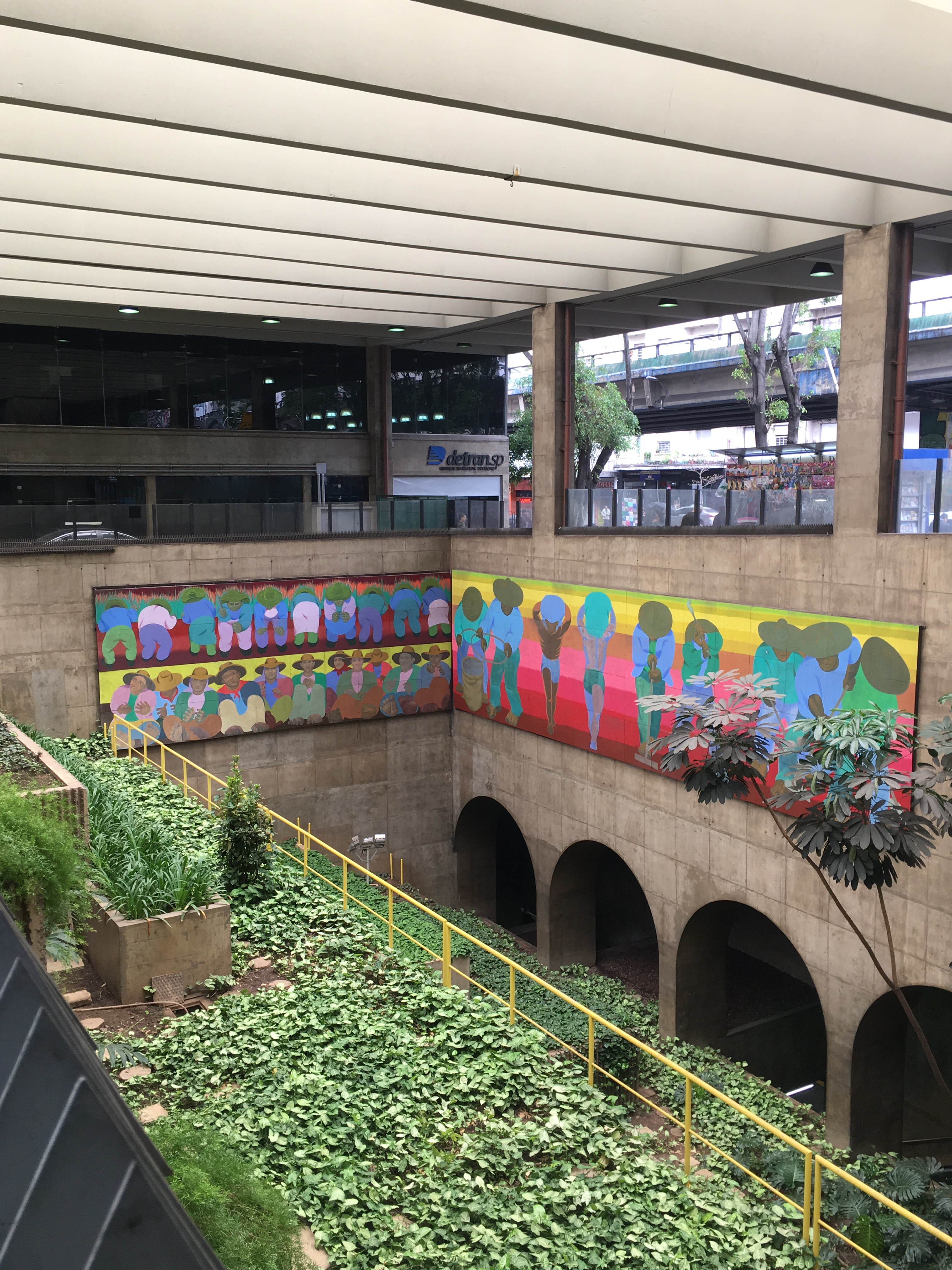
Vista de um dos jardins suspensos da Estação Marechal Deodoro, ornamentado com o painel Aspectos das Populações Brasileiras II, do pintor Gontran Guanaes Netto
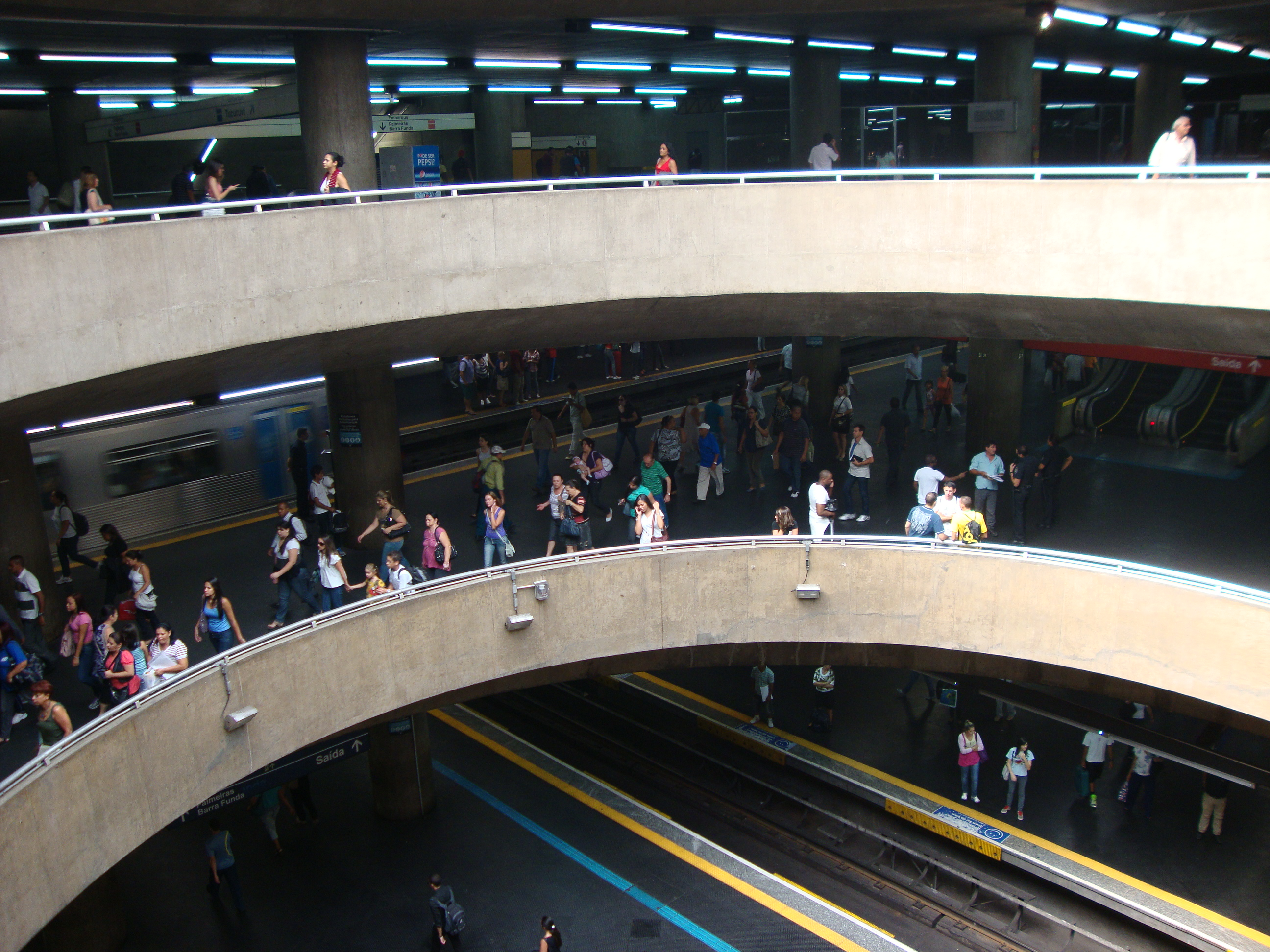
Detalhe do cruzamento das linhas 1 e 3 na Estação Sé

### Projetos arquitetônicos
| Estação              | Projeto arquitetônico                                     | Ano  |
| -------------------- | --------------------------------------------------------- | ---- |
| Barra Funda          | Roberto Mac Fadden e Luiz Carlos Esteves (apenas acessos) | 1984 |
| Marechal Deodoro     | Roberto Mac Fadden                                        | 1979 |
| Santa Cecília        | Roberto Mac Fadden                                        | 1979 |
| República            | Eduardo Fontes Hotz                                       | 1979 |
| Anhangabaú           | Eduardo Fontes Hotz                                       | 1979 |
| Sé                   | José Paulo de Bem e Roberto Mac Fadden                    | 1979 |
| Pedro II             | Meire Gonçalves Selli                                     | 1979 |
| Brás                 | Hélio Pasta e Ariaki Kato                                 | 1979 |
| Carrão               | Hélio Pasta e Ariaki Kato                                 |      |
| Vila Matilde         | Hélio Pasta e Ariaki Kato                                 |      |
| Artur Alvim          | Katumi Sawada                                             | 1984 |
| Corinthians-Itaquera | Meire Gonçalves Selli e Renato Viegas                     | 1984 |

## Engenharia
A Linha 3–Vermelha possui 22 quilômetros, com a maior parte de suas vias em superfície, embora haja trechos subterrâneos e elevados (especialmente no centro de São Paulo). Inicialmente concebido para ser quase todo subterrâneo, o projeto da Linha Leste–Oeste foi radicalmente alterado em 1973, obtendo a configuração atual.
| Tipo        | Trecho                                      | Via permanente                                                                                    | Imagem |
| ----------- | ------------------------------------------- | ------------------------------------------------------------------------------------------------- | ------ |
| Superfície  | Barra Funda Bresser–Belém Belém-Artur Alvim | Trilhos assentados sobre dormentes de concreto assentados sobre brita                             |        |
| Elevado     | Sé–Brás Itaquera                            | Trilhos assentados sobre vigas de concreto assentadas sobre laje de concreto                      |        |
| Subterrâneo | Barra Funda–Sé Bresser-Belém                | Trilhos assentados sobre vigas de concreto assentadas sobre couraça de aço e/ou túnel de concreto |        |